# 1962
Het jaar 1962 is een jaartal volgens de christelijke jaartelling.

## Gebeurtenissen
januari
- 1 - In België wordt het recht van klauwengang en stoppelweide afgeschaft.
- 1 - In Nederland is het voortaan verboden om een trekhond te houden. De laatste 23 trekhonden gaan met pensioen.
- 1 - West-Samoa wordt onafhankelijk van Nieuw-Zeeland.
- 1 - Een onbekend bandje, The Beatles, doet auditie bij Decca en wordt afgewezen.
- 8 - Bij Harmelen vindt het ernstigste treinongeluk in de Nederlandse geschiedenis plaats. Er vallen 92 doden. Dit ongeluk toont de noodzaak aan van automatische treinbeïnvloeding (ATB).
- 15 - Slag bij Vlakke Hoek: Het Nederlandse marinevaartuig Jan Evertsen raakt in de wateren van Nieuw-Guinea slaags met vier Indonesische motortorpedoboten die infiltranten willen afzetten op het eilandje.
- 19 - Eerste modeshow van Yves Saint Laurent.

februari
- 7 - Bij Völklingen vindt een van de zwaarste mijnongelukken in de Duitse geschiedenis plaats. Een ontploffing in een steenkoolmijn eist 299 mensenlevens.
- 10 - Op de Glienicker Brücke tussen Potsdam en West-Berlijn wordt de Sovjet-spion Rudolf Abel tegen de Amerikaanse U-2-piloot Gary Powers uitgewisseld.
- 13 - De Carstenszpiramide op Nieuw-Guinea wordt beklommen door de alpinisten Heinrich Harrer, Philip Temple, en Russell Kippax en de Nederlandse missiepater Bert Huizenga. Harrer berekent een hoogte van 5211 meter voor de top.
- 16-17 - Stormvloed van 1962, grote overstroming aan de kusten van de Duitse Bocht.
- 20 - De Mercury MA-6 wordt gelanceerd met aan boord John Glenn. Hij is daarmee de derde Amerikaan in de ruimte, maar wel de eerste Amerikaan in een baan om de aarde.

maart
- 2 - In Birma pleegt generaal Ne Win een staatsgreep; de regering wordt gearresteerd en vervangen door een revolutionaire raad.
- 2 - De modeopleiding Mode- en Siertekenen wordt opgericht als onderdeel grafische kunsten op de Koninklijke Academie voor Schone Kunsten van Antwerpen.
- 18 - Frankrijk en de Algerijnse bevrijdingsbeweging FLN tekenen de Akkoorden van Evian, die het einde van de Algerijnse Oorlog inluiden.

april
- 16 - Bob Dylan zingt Blowin' in the Wind voor het eerst voor publiek in een zaaltje in Greenwich Village, New York.

mei
- 14 - Juan Carlos, de latere koning van Spanje, huwt te Athene met Sofia van Griekenland.
- 24 - De Mercury MA-7 wordt gelanceerd met aan boord Scott Carpenter.

juni
- 1 - In Kerkrade wordt profvoetbalclub Roda JC opgericht na een fusie tussen Roda Sport en Rapid JC.
- 1 - In Israël wordt de Duitse oorlogsmisdadiger Adolf Eichmann opgehangen.
- 1 - Begin van de opstand en het Bloedbad van Novotsjerkassk (Sovjet-Unie).
- 11 - Drie gevangenen ontsnappen uit de gevangenis Alcatraz.
- 16 - Priesterwijding van Tiny Muskens, de latere bisschop van het bisdom Breda.
- 17 - Brazilië prolongeert in Chili de wereldtitel door Tsjecho-Slowakije in de finale van het WK voetbal met 3-1 te verslaan.

juli
- 1 - Rwanda en Burundi zijn voortaan onafhankelijk en weer gescheiden. Door de Volkenbond werden de beide toenmalig Duitse Oost-Afrikaanse gebieden, in 1919, onder de voogdij van België geplaatst en kregen ze de provincienaam Ruanda-Urundi. Hoofdplaats van Ruanda wordt Kigali, terwijl Usumbura hoofdplaats wordt van Burundi.
- 1 - In 6000 stembureaus spreken de Algerijnen zich met een overweldigende meerderheid uit over hun zelfbeschikkingsrecht.
- 3 - De Franse president Charles de Gaulle verklaart, dat om 10u.38 officieel een einde is gekomen aan 132 jaar Frans bewind over Algerije.
- 5 - In de baai van San Francisco wordt de beruchte Alcatraz-gevangenis gesloten. De 269 gevangenen, die er momenteel gevangenzitten, worden over andere instellingen verdeeld.
- 9 - De Verenigde Staten brengen boven het Johnston-atol in de Stille Oceaan een waterstofbom tot ontploffing, op een hoogte van 320 kilometer. Er wordt een gat geslagen in de ionosfeer.
- 10 - De NV "Sidérurgie Maritime", afgekort Sidmar, wordt opgericht voor de exploitatie van een staalfabriek in Gent. De initiatiefnemers zitten in Luxemburg en Wallonië.
- 12 - Tijdens de tv-nieuwsuitzending van 8 uur 's avonds, bereiken ons de eerste beelden die door de Amerikaanse Telstar-satelliet worden doorgeseind.
- 17 - De Amerikaanse Senaat verwerpt een wet tot invoering van Medicare voor bejaarden.

augustus
- 5 - Marilyn Monroe pleegt zelfmoord.
- 5 - Nelson Mandela wordt gearresteerd.
- 6 - Jamaica wordt onafhankelijk van het Verenigd Koninkrijk.
- 11 - Lancering van de Vostok 3 met aan boord Andrian Nikolajev.
- 12 - Lancering van de Vostok 4 met aan boord Pavlo Popovytsj. Er zijn nu voor het eerst twee ruimtevaartuigen gelijktijdig in de ruimte.
- 15 - Nederland en Indonesië ondertekenen het Akkoord van New York waarin Nederland Nieuw-Guinea overdraagt aan Indonesië.
- 16 - In Nederland dient minister Klompé het ontwerp van de Algemene bijstandswet in bij het parlement. Intussen wordt in Washington een akkoord bereikt over de terugtrekking van Nederland uit westelijk Nieuw-Guinea.
- 27 - Mariner 2 wordt gelanceerd naar de planeet Venus. Hij zal de atmosfeer van Venus onderzoeken. Op 3 januari 1963 wordt het laatste contact van de ruimtesonde ontvangen.

september
- 1 - Een grote aardbeving, 160 kilometer ten westen van Teheran in Perzië maakt duizenden slachtoffers.
- 4 - De Mariner 2 is het eerste ruimteschip ooit dat tijdens de vlucht in de ruimte een koerscorrectie uitvoert.
- De ontgroening bij het Amsterdamsch Studenten Corps leidt tot een incident nadat een ouderejaars roept "en nu gaan we Dachautje spelen!"[1]

oktober
- 1 - In Nederlands-Nieuw-Guinea wordt het bestuur overgedragen aan de Verenigde Naties.
- 3 - Lancering van de Mercury MA-8 met aan boord Wally Schirra.
- 5 - De eerste single van de Beatles, Love Me Do, wordt uitgebracht.
- 9 - Oeganda wordt een onafhankelijke republiek.
- 11 - Begin Tweede Vaticaans Concilie.
- 13 - Première op Broadway van het toneelstuk Who's Afraid of Virginia Woolf? van Edward Albee.
- 14 - Voor de tweede maal houden Vlaamsgezinden een 'mars op Brussel' om hun eisen kracht bij te zetten. Er zijn ongeveer tweehonderdduizend deelnemers aan deze betoging, dubbel zoveel als bij de eerste 'mars'.
- 19 - In Amsterdam wordt een muilkorfplicht voor honden ingesteld nadat een 3-jarig jongetje aan rabiës (hondsdolheid) is gestorven. De in de APV voorgeschreven metalen muilkorven blijken nergens te koop. Agenten jagen met lange stokken op loslopende honden, zonder veel succes. Mensen staan in lange rijen om te worden gevaccineerd. De volgende dag overlijdt een jongen van 16 jaar aan hondsdolheid.
- 22 - Officiële blokkade van Cuba wordt aangekondigd, ingaande op 24 oktober.
- 24 - In Genk wordt de eerste steen gelegd voor de Fordfabriek.
- 28 - De minister-president van de Sovjet-Unie Nikita Chroesjtsjov verordonneert de terugtrekking van de Russische raketten op Cuba. Hier komt de Cubacrisis vreedzaam ten einde.
- 31 - Na maanden van prijsverhogingen stelt de regering van Bulgarije nu een rantsoenering in van de voornaamste levensmiddelen rijst, peulvruchten, aardappelen en uien.

november
- 5 - Begin Softenonproces te Luik.
- 8 - In de wijk Dieze te Zwolle wordt de miljoenste naoorlogse woning van Nederland opgeleverd, namelijk Hogenkampsweg 139.
- 9 - De Nederlandse Rina Lodders wordt tot Miss World gekozen.
- 19 - De liberale FDP in West-Duitsland trekt haar ministers terug uit het kabinet-Adenauer IV vanwege de Spiegelaffaire.
- 22 november - Met een staakt-het-vuren eindigt een korte grensoorlog in de Himalaya tussen India en de Volksrepubliek China.
- 26 - Mies Bouwman presenteert de 24 uur durende inzamelingsactie Open het Dorp.

december
- 9 - Tanganyika wordt een onafhankelijke republiek. Julius Nyerere wordt president.
- 17 - In Senegal mislukt een staatsgreep van premier Mamadou Dia.
- 18 - Bij een vuurwerkramp in Paramaribo komen zeven mensen om het leven.
- 23 - Op het Schildmeer in de provincie Groningen komen vier schaatsers om het leven nadat ze door het ijs zijn gezakt. Toen twee kinderen uit Hellum, Geert Kleefman (13) en Lammert Meijer (12), die onderweg waren naar Hellum niet terugkwamen gingen twee volwassenen hen in het donker zoeken. Lammerts vader Jan Meijer en Johannes 'Joke' Haan kwamen echter ook niet terug.

## Muziek

### Populaire muziek
De volgende platen worden hits:
- Anneke Grönloh - Brandend Zand
- Astrud Gilberto - The Girl From Ipanema
- Bob Moore - Mexico
- Bobby Vinton / The Padre Twins - Roses Are Red
- Brian Hyland - Ginny Come Lately en Sealed With a Kiss
- Chubby Checker - Let's Twist Again
- Cliff Richard - Do You Want to Dance en The Young Ones
- Cocktail Trio - Batje Vier
- Conny Froboess - Zwei Kleine Italiener
- Dave Brubeck - Take Five
- Eddie Hodges - I'm Gonna Knock on Your Door
- Elvis Presley - Good Luck Charm
- Fats Domino - Jambalaya
- Gerhard Wendland - Tanze Mit Mir in Den Morgen
- Henry Mancini - Moon River
- Jack Collier - Ching Ching (Happy José)
- Jack Ross - Ching Ching (Happy José)
- Jerry en Mary Bey - De Bedelaar Van Parijs
- Johnny Hoes - Daar Mag je Alleen Maar Naar Kijken en Vader Waar is Moeder Gebleven
- Johnny Jordaan - Daar Mag je Alleen Maar Naar Kijken
- Mieke Telkamp en Yvonne Oostveen - Whispering Hope
- Mina - Heisser Sand
- Nancy Sinatra - Like I Do
- Pat Boone - Speedy Gonzalez
- Paula Dennis - Janus Pak me Nog Een Keer
- Ray Charles - I Can't Stop Loving You
- Rita Reys / Stan Getz - Desafinado
- Robertino - Mama
- Sue Thompson - Norman
- The Blue Diamonds - Little Ship en Marching Along With The Blue Diamonds
- The New Orleans Syncopators - Midnight in Moscow
- The Shadows - Guitar Tango en Wonderful Land
- Willy Schobben - Brandend Zand, Ching Ching (Happy José) en Mexico
- Zangeres Zonder Naam - De Blinde Soldaat

### Klassieke muziek
- 29 januari: eerste uitvoering van Symfonie nr. 10 van Henk Badings
- 3 februari: eerste uitvoering van Strijkkwartet nr. 2 van Boris Tsjaikovski
- 7 februari: eerste uitvoering van Symfonie nr. 1 van Boris Tsjaikovski
- 26 februari: eerste uitvoering van Symfonie nr. 18 van Havergal Brian
- 13 maart: eerste uitvoering van William Alwyns Strijktrio
- 3 mei: eerste uitvoering van Malcolm Williamsons Pianoconcert nr. 2
- 15 mei: eerste uitvoering van Oscar van Hemels Symfonie nr. 4
- 30 mei: eerste uitvoering van Benjamin Brittens War Requiem
- 31 augustus: eerste uitvoering van Joonas Kokkonens Sinfonia da camera
- 9 november: eerste uitvoering van Sonate voor piano van Aram Chatsjatoerjan
- 16 november: eerste uitvoering van Heitor Villa-Lobos' Sexteto místico, een compositie waaraan hij in 1917 begon
- 23 november: eerste uitvoering van Vagn Holmboe's Epilog

### Prijzen
- De Amerikaanse schrijver John Steinbeck ontvangt de Nobelprijs voor de Literatuur

### Publicaties in de Nederlandse taal
- De brief voor de koning, een jeugdboek van Tonke Dragt
- Een dagje naar het strand, een roman van Heere Heeresma.
- De held van Temesa, een roman van Simon Vestdijk

### Publicaties in de Engelse taal
- King Rat, de debuutroman van James Clavell
- One Flew Over the Cuckoo's Nest, een roman van Ken Kesey die de stoot geeft tot een nieuwe kijk op de psychiatrie

## Beeldende kunst

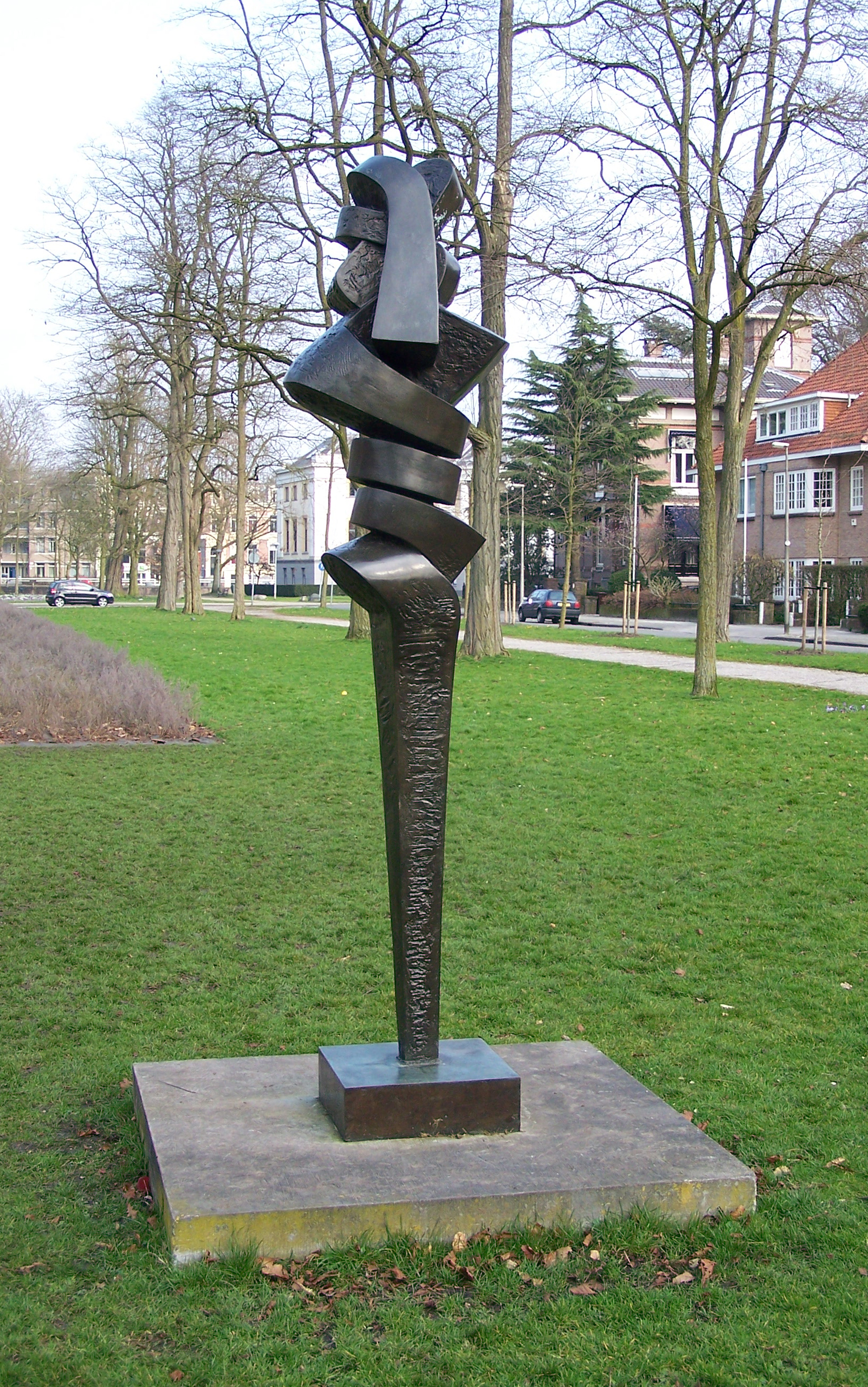
sculptuur Embrace (1962) Sorel Etrog, Utrecht
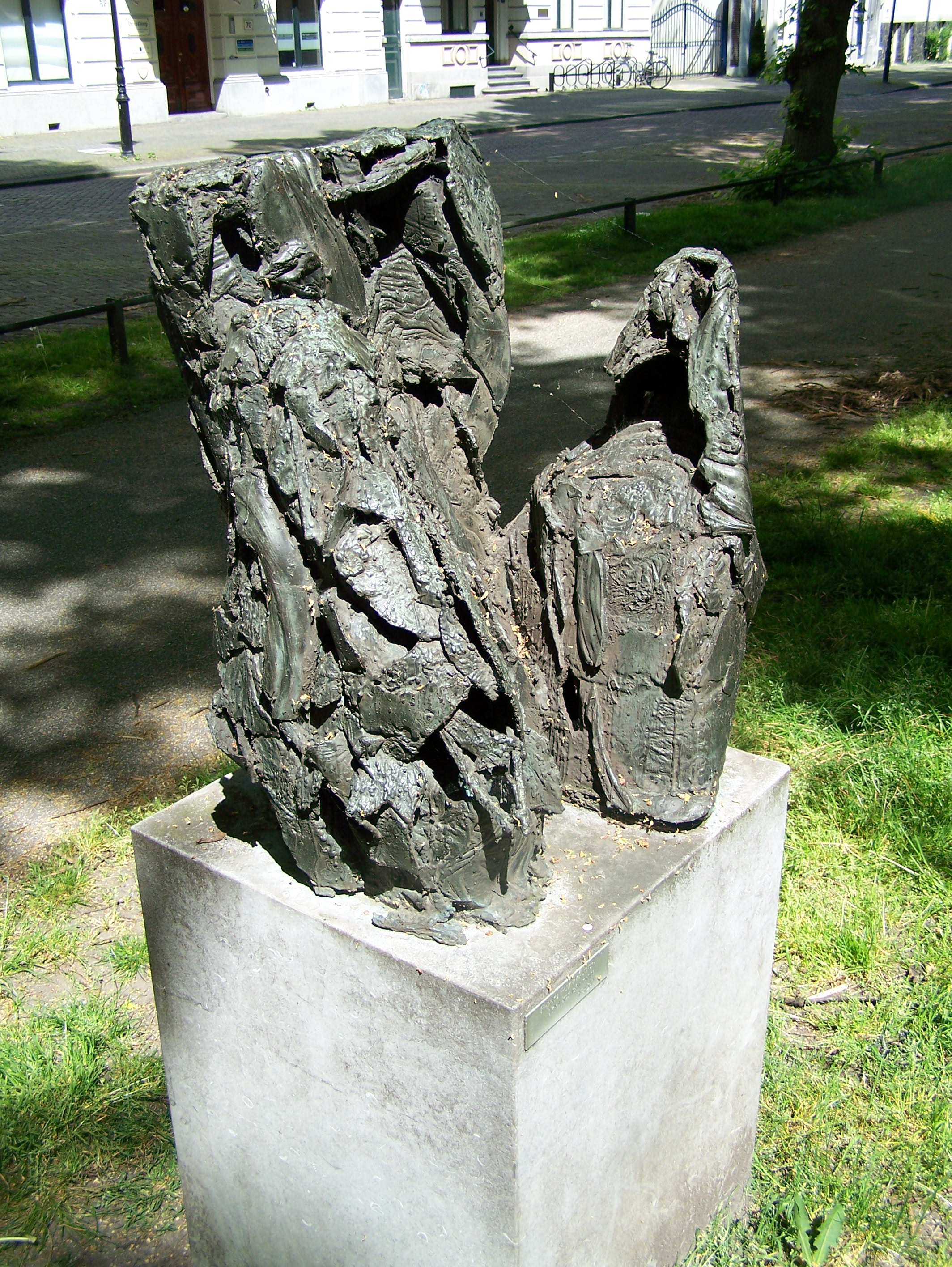
The lonely one (1962) Pearl Perlmuter, Utrecht

## Bouwkunst

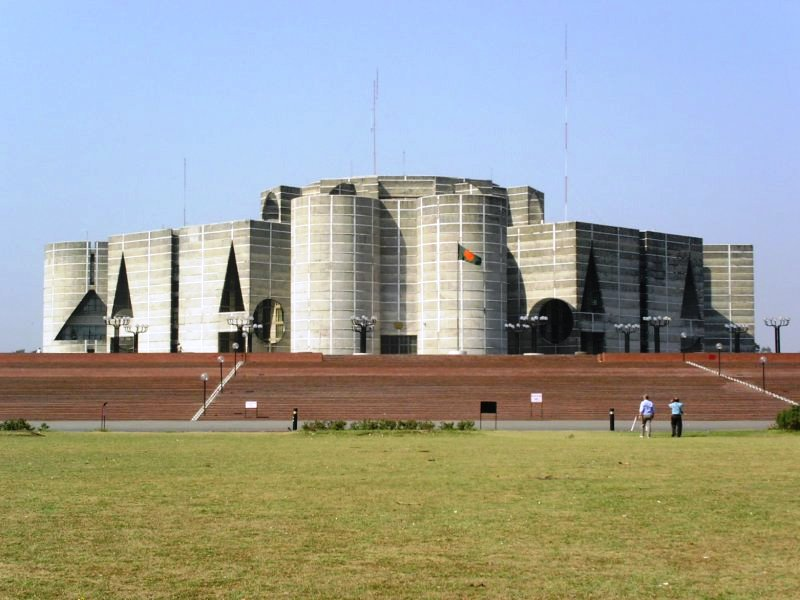
Parlementsgebouw van Bangladesh (1962) Louis Kahn
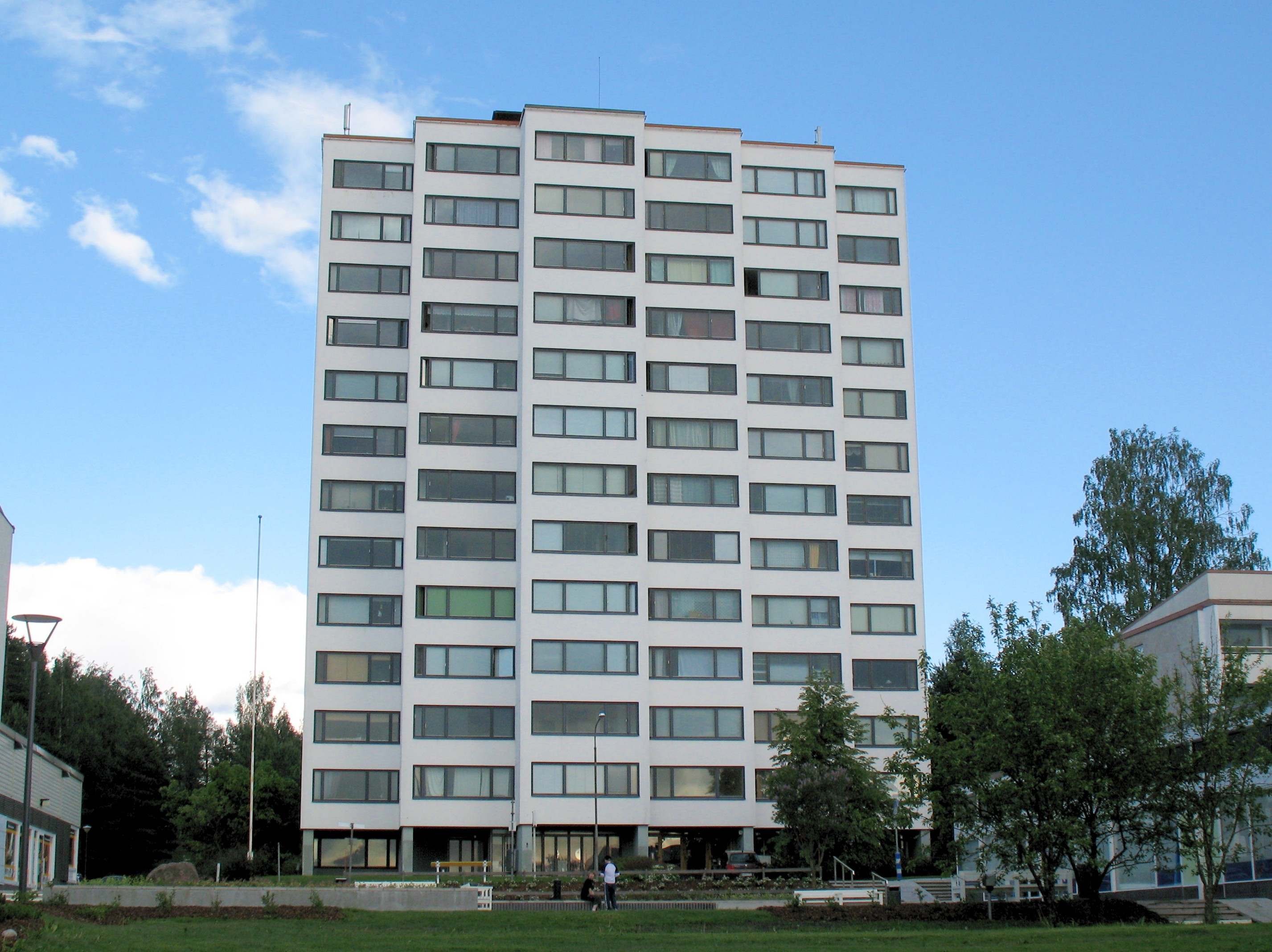
Viitatorni, Finland (1962) Alvar Aalto

## Geboren

### januari

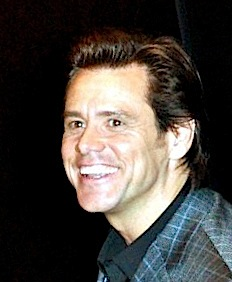
Jim Carrey,
geboren op 17 januari

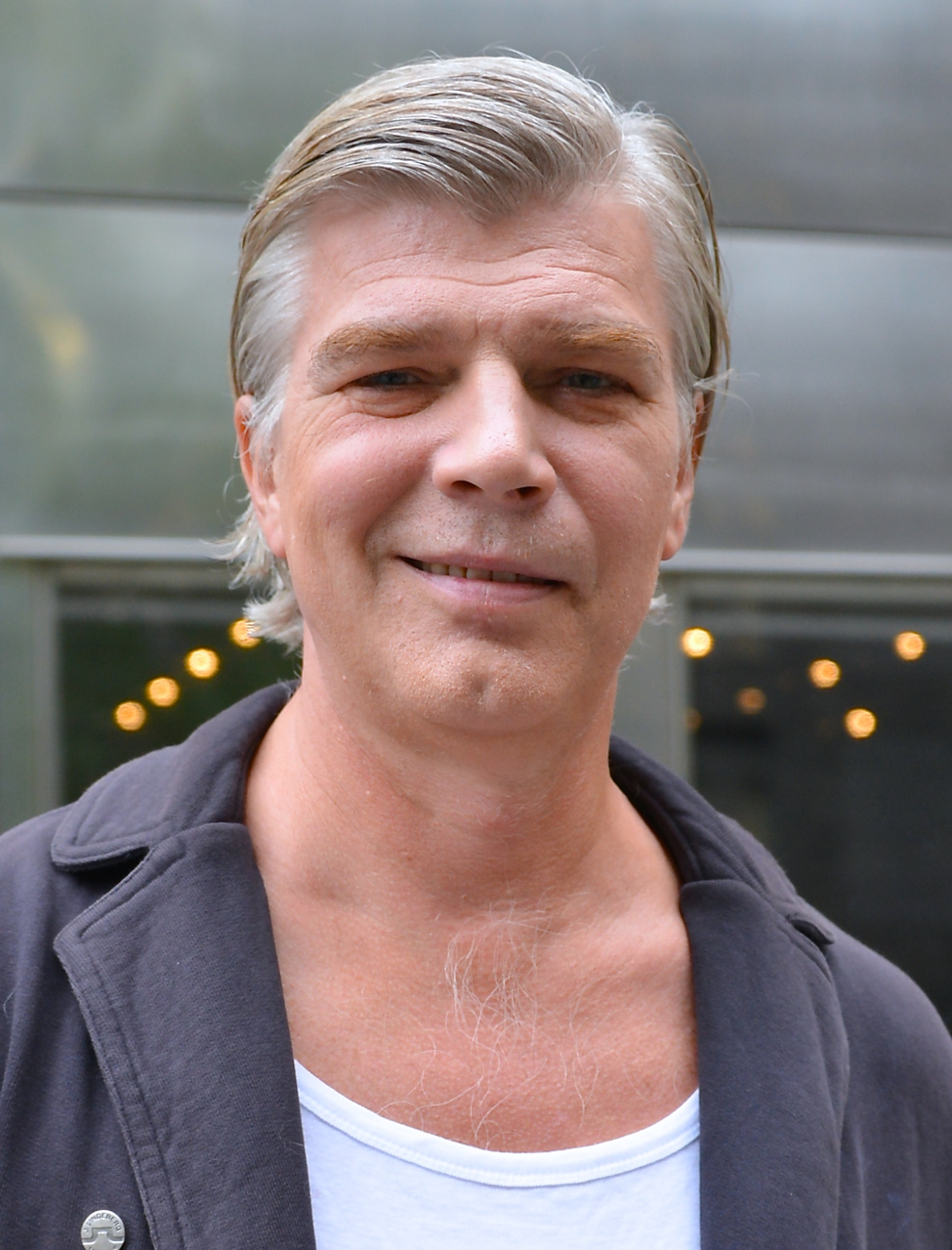
Jakob Eklund,
geboren op 21 januari

- 1 - Felice Tedeschi, Italiaans autocoureur
- 2 - Jorge Aguirre, Argentijns judoka
- 2 - Mo Hayder, Brits schrijfster (overleden 2021)
- 4 - Joost van Bellen, Nederlands diskjockey en partyorganisator
- 4 - Heinz Imboden, Zwitsers wielrenner
- 4 - Jacques Monasch, Nederlands politicus en publicist
- 4 - André Rouvoet, Nederlands politicus (ChristenUnie)
- 4 - Peter Steele, Amerikaans zanger (Type O Negative) (overleden 2010)
- 5 - Carmine Abbagnale, Italiaans roeier
- 5 - Tracy Spencer, Brits zangeres en songwriter (o.a. italo-disco)
- 9 - Shahied Wagid Hosain, Surinaams zanger en songwriter (overleden 2021)
- 11 - Martin Sitalsing, Nederlands politiefunctionaris
- 11 - Jan Staaf, Zweeds atleet
- 12 - François Alabrune, Frans diplomaat
- 13 - Karsten Schmeling, Oost-Duits roeier
- 15 - Horst Lichter, Duits kok
- 16 - Véronique van den Engh, Nederlands organiste
- 16 - John van Rijswijck, Luxemburgs voetbaldoelman
- 17 - Jim Carrey, Canadees-Amerikaans acteur en komiek
- 17 - Chris Nietvelt, Vlaams actrice
- 17 - Denis O'Hare, Amerikaans-Iers acteur
- 17 - Nanne Tepper, Nederlands schrijver (overleden 2012)
- 17 - Jan Wegereef, Nederlands voetbalscheidsrechter
- 18 - Alison Arngrim, Amerikaans actrice en stand-upcomedian
- 18 - Wilma Geldof, Nederlands kinderboekenschrijfster
- 20 - Olav Mol, Nederlands autosportcommentator
- 21 - Jakob Eklund, Zweeds acteur
- 21 - Erik Peter Verlinde, Nederlands hoogleraar
- 25 - Georges Grün, Belgisch voetballer
- 25 - Bruno Martini, Frans voetbaldoelman (overleden 2020)
- 25 - Hendrik Reiher, Duits roeier
- 26 - Olga Tokarczuk, Pools schrijfster en feministe
- 27 - Paulo Roberto, Braziliaans voetballer
- 28 - Archer MacLean, Brits computerspelprogrammeur (overleden-2022)
- 28 - Sam Phillips, Amerikaans zangeres
- 28 - Peter Verhelst, Vlaams dichter, romanschrijver en theatermaker
- 29 - Joke Kleijweg, Nederlands atlete
- 31 - Stephen Keshi, Nigeriaans voetballer en voetbalcoach (overleden 2016)

### februari

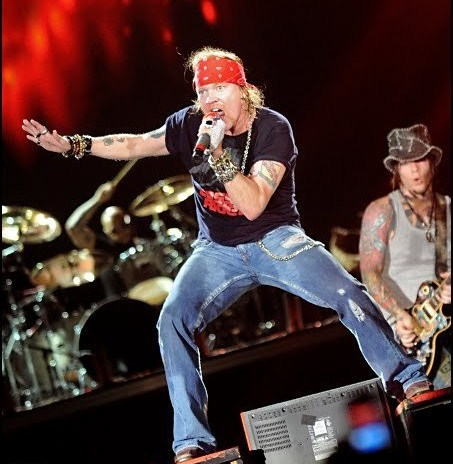
Axl Rose,
geboren op 6 februari

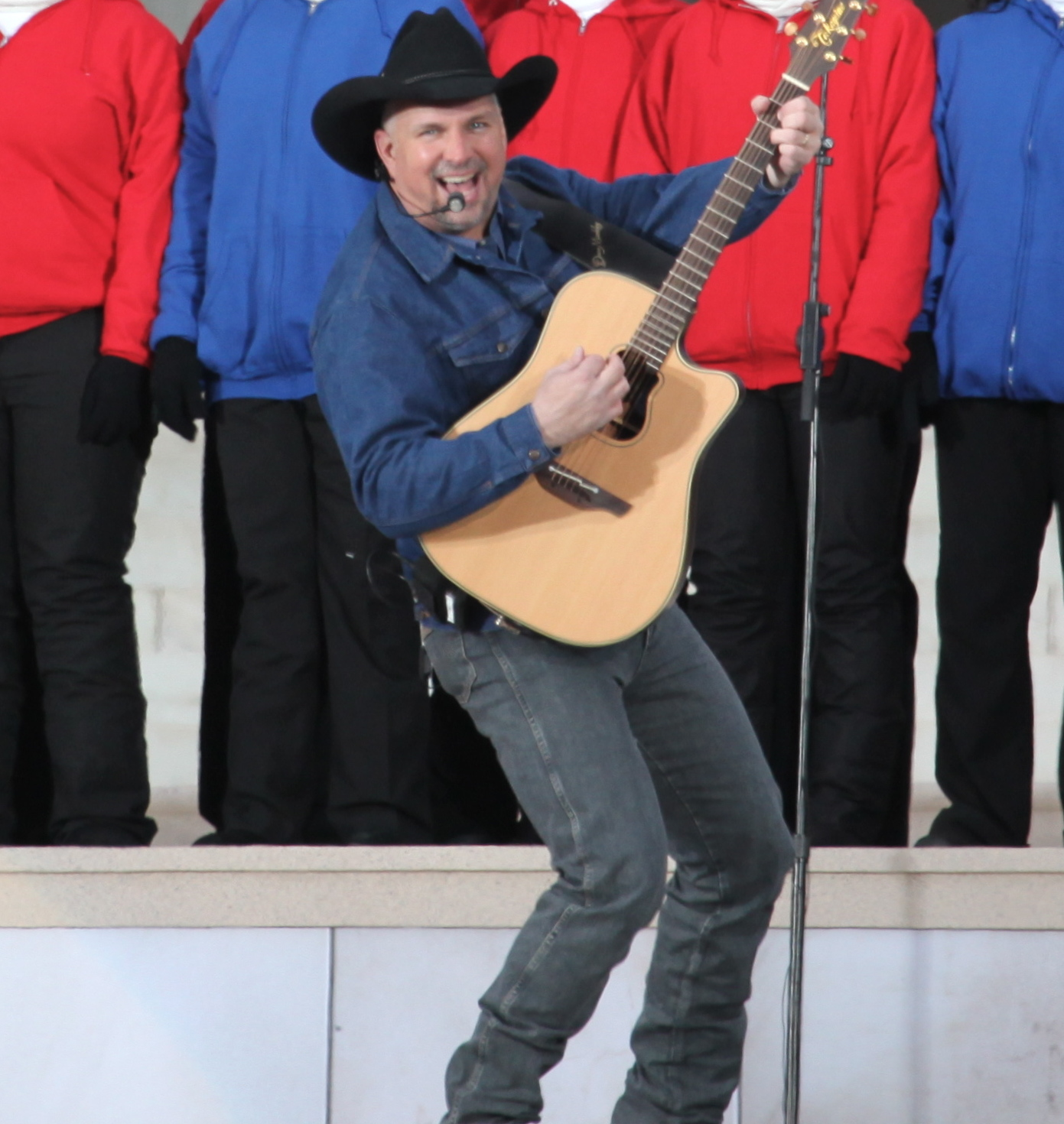
Garth Brooks,
geboren op 7 februari

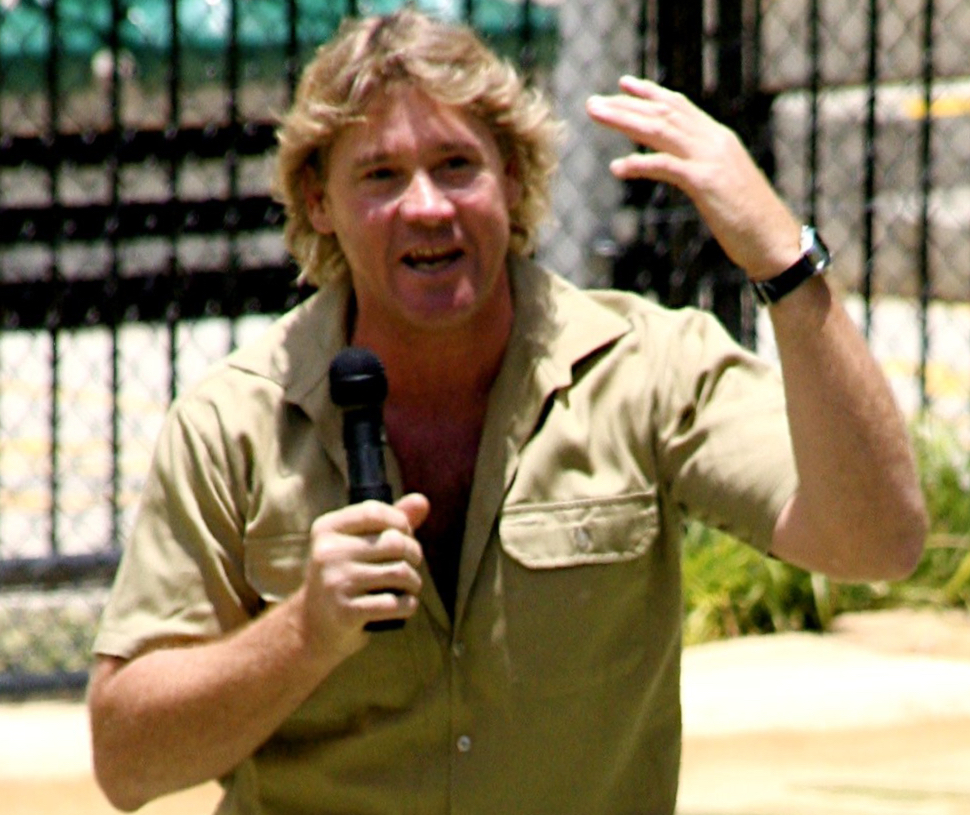
Steve Irwin,
geboren op 22 februari

- 1 - Manuel Amoros, Frans voetballer
- 1 - Nico Rienks, Nederlands roeier
- 2 - Philippe Claudel, Frans (scenario)schrijver en regisseur
- 2 - Andy Fordham, Engels darter (overleden 2021)
- 2 - Mustapha Moussa, Algerijns bokser (overleden 2024)
- 3 - Chris Tates, Nederlands acteur
- 4 - Prem Radhakishun, Nederlands advocaat, columnist en televisiemaker
- 5 - Jennifer Jason Leigh, Amerikaans actrice, regisseuse en scenarioschrijfster
- 6 - Axl Rose, Amerikaans zanger
- 7 - Garth Brooks, Amerikaans countryzanger
- 7 - David Bryan, Amerikaans toetsenist (Bon Jovi)
- 7 - Eddie Izzard, Engels komiek
- 9 - Diego Pérez, Uruguayaans tennisser
- 9 - Hanni Rützler, Oostenrijkse voedingswetenschapper
- 9 - Teesta Setalvad, Indiaas journalist, uitgever en mensenrechtenverdediger
- 10 - Els De Temmerman, Vlaams journaliste
- 10 - Pieter Jan Leeuwerink, Nederlands volleyballer (overleden 2004)
- 11 - Sheryl Crow, Amerikaans zangeres
- 12 - René Scheuer, Luxemburgs voetballer
- 13 - Jackie Silva, Braziliaans beachvolleybalster
- 14 - Henk Staghouwer, Nederlands politicus (CU)
- 14 - Thierry Toutain, Frans snelwandelaar
- 16 - Mark van der Laan, Nederlands acteur
- 16 - Wouter Vandenhaute, Belgisch sportjournalist, programmamaker en televisiepresentator
- 17 - Dave Donkervoort, Nederlands radio-diskjockey
- 17 - Lou Diamond Phillips, Amerikaans acteur
- 17 - Henny Meijer, Nederlands voetballer en voetbaltrainer
- 18 - Julie Strain, Amerikaans actrice en model (overleden 2021)
- 19 - Franky Gee, Amerikaans zanger (overleden 2005)
- 20 - Stephan van den Berg, Nederlands windsurfer
- 21 - Ellis Faas, Nederlands visagiste (overleden 2020)
- 21 - David Foster Wallace, Amerikaans schrijver (overleden 2008)
- 22 - Petra de Bruin, Nederlands wielrenster
- 22 - Rob van Daal, Nederlands zanger
- 22 - Steve Irwin, Australisch dierenkenner, dierentuinhouder, natuurbeschermer en documentairemaker/-presentator (overleden 2006)
- 22 - Les Wallace, Schots darter
- 24 - Ari Hjelm, Fins voetballer en voetbalcoach
- 25 - Birgit Fischer, (Oost-)Duits kanovaarster
- 26 - Andreas Kinneging, Nederlands hoogleraar rechtsfilosofie
- 26 - Olga Tokarczuk, Pools schrijfster en Nobelprijswinnares
- 27 - Adam Baldwin, Amerikaans acteur
- 27 - Grant Show, Amerikaans acteur
- 28 - Anne-Marie Danneels, Belgisch atlete
- 28 - Carlos Hoyos, Colombiaans voetballer en voetbalcoach

### maart

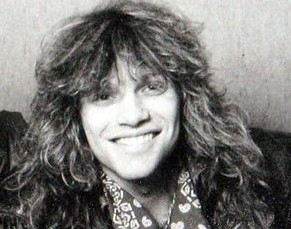
Jon Bon Jovi,
geboren op 2 maart

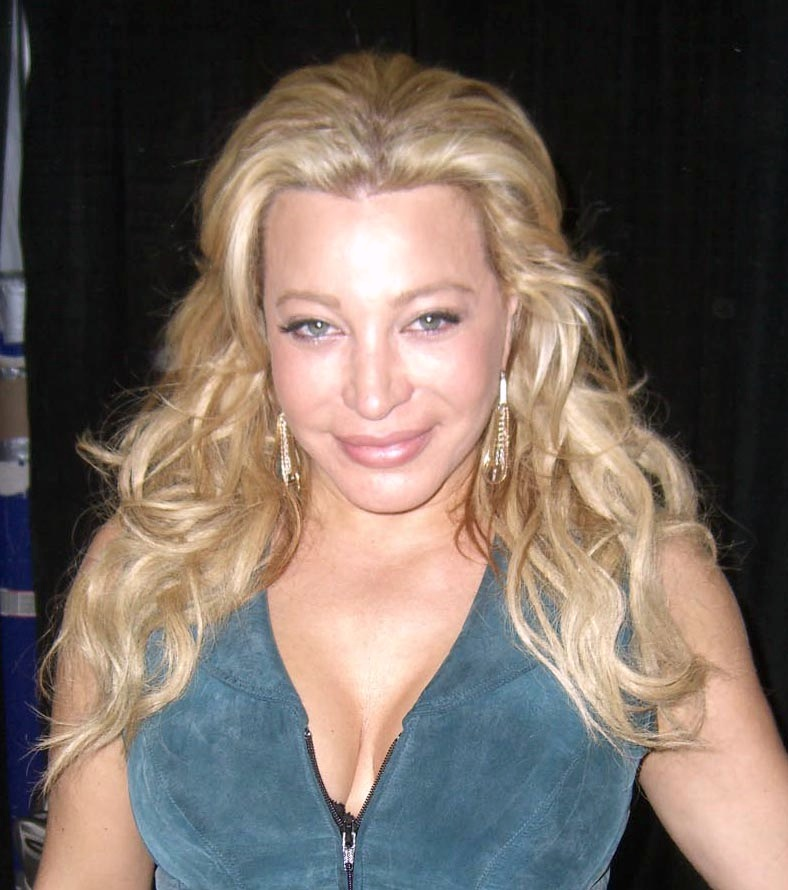
Taylor Dayne,
geboren op 7 maart

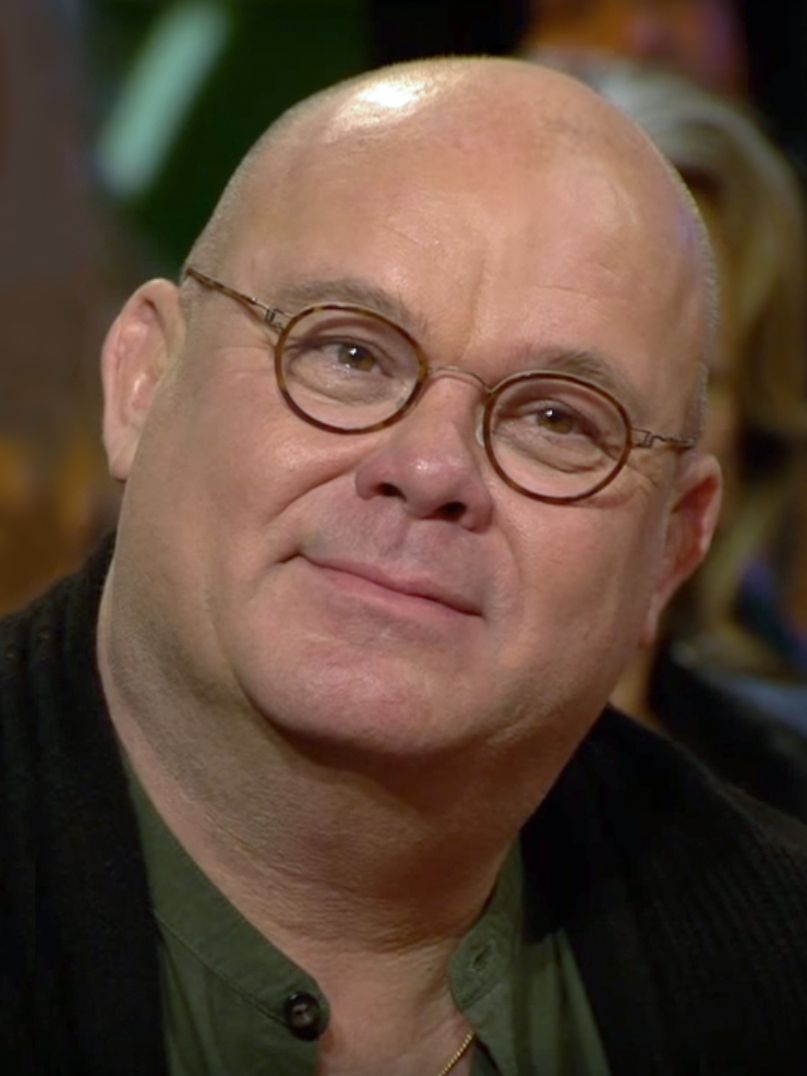
Paul de Leeuw,
geboren op 26 maart

- 2 - Jon Bon Jovi, Amerikaans zanger en acteur
- 2 - Andries Heidema, Nederlands politicus en bestuurder; Commissaris van de Koning in Overijssel
- 2 - Scott La Rock, Amerikaans hiphop dj (overleden 1987)
- 2 - Mike Small, Engels voetballer
- 2 - Gabriele Tarquini, Italiaans autocoureur
- 3 - Jackie Joyner-Kersee, Amerikaans atlete
- 5 - Amina Annabi, Tunesisch zangeres en actrice
- 5 - Han Olff, Nederlands hoogleraar ecologie
- 6 - Bengt Baron, Zweeds zwemmer en olympisch kampioen (1980)
- 6 - Jan Bartram, Deens voetballer
- 6 - Sergej Jasjin, Russisch ijshockeyer (overleden 2022)
- 6 - Hans Kuyper, Nederlands kinderboekenschrijver
- 6 - John van Zweden, Nederlands ondernemer en voetbalbestuurder
- 7 - Taylor Dayne, Amerikaans zangeres
- 7 - Peter Manley, Engels darter
- 8 - Marjan Olyslager, Nederlands atlete
- 9 - Jan Furtok, Pools voetballer (overleden 2024)
- 10 - Brigitte Kaandorp, Nederlands cabaretière
- 11 - Karin Harmsen, Nederlands paralympisch sportster
- 12 - Andreas Köpke, Duits voetballer
- 12 - Milika Peterzon, Nederlands televisiepresentatrice
- 13 - Hans Bourlon, Vlaams mediafiguur
- 15 - Leopoldo Serantes, Filipijns bokser (overleden 2021)
- 15 - Markus Merk, Duits voetbalscheidsrechter
- 15 - Sananda Maitreya (Terence Trent d'Arby), Amerikaans zanger
- 16 - Franck Fréon, Frans autocoureur
- 17 - Pello Ruiz Cabestany, Spaans wielrenner
- 17 - Wim Henderickx, Belgisch componist, percussionist en.muziekpedagoog (overleden 2022)
- 17 - Maritzka van der Linden, Nederlands zwemster
- 18 - Volker Weidler, Duits autocoureur
- 19 - Ivan Jaremtsjoek, Sovjet-Oekraïens voetballer
- 19 - Hans Smit, Nederlands televisienieuwslezer
- 20 - Peter Gillis, Nederlands ondernemer en investeerder
- 21 - Matthew Broderick, Amerikaans acteur
- 23 - Sir Steve Redgrave, Brits roeier
- 23 - Adrian Sprott, Schots voetballer (overleden 2023)
- 24 - Athenagoras Peckstadt (geboren als Yves Peckstadt), Belgisch geestelijke;  aartsbisschop van het Oecumenisch patriarchaat in Constantinopel
- 24 - Alan Warriner-Little, Engels darter
- 25 - Marcia Cross, Amerikaans actrice
- 25 - Christian Van Thillo, Belgisch ondernemer
- 26 - Paul de Leeuw, Nederlands zanger, televisiepresentator en cabaretier
- 26 - Jan Mokkenstorm, Nederlands psychiater (overleden 2019)
- 27 - Roberto Puno, Filipijns politicus
- 28 - Ruth Gates, Amerikaans marien bioloog (overleden 2018)
- 29 - Ted Failon, Filipijns journalist, radio- en televisiepresentator en politicus
- 29 - Martin Schwab, Nederlands acteur
- 30 - MC Hammer, Amerikaans rapper
- 31 - Olli Rehn, Fins bestuurder en (euro)politicus

### april

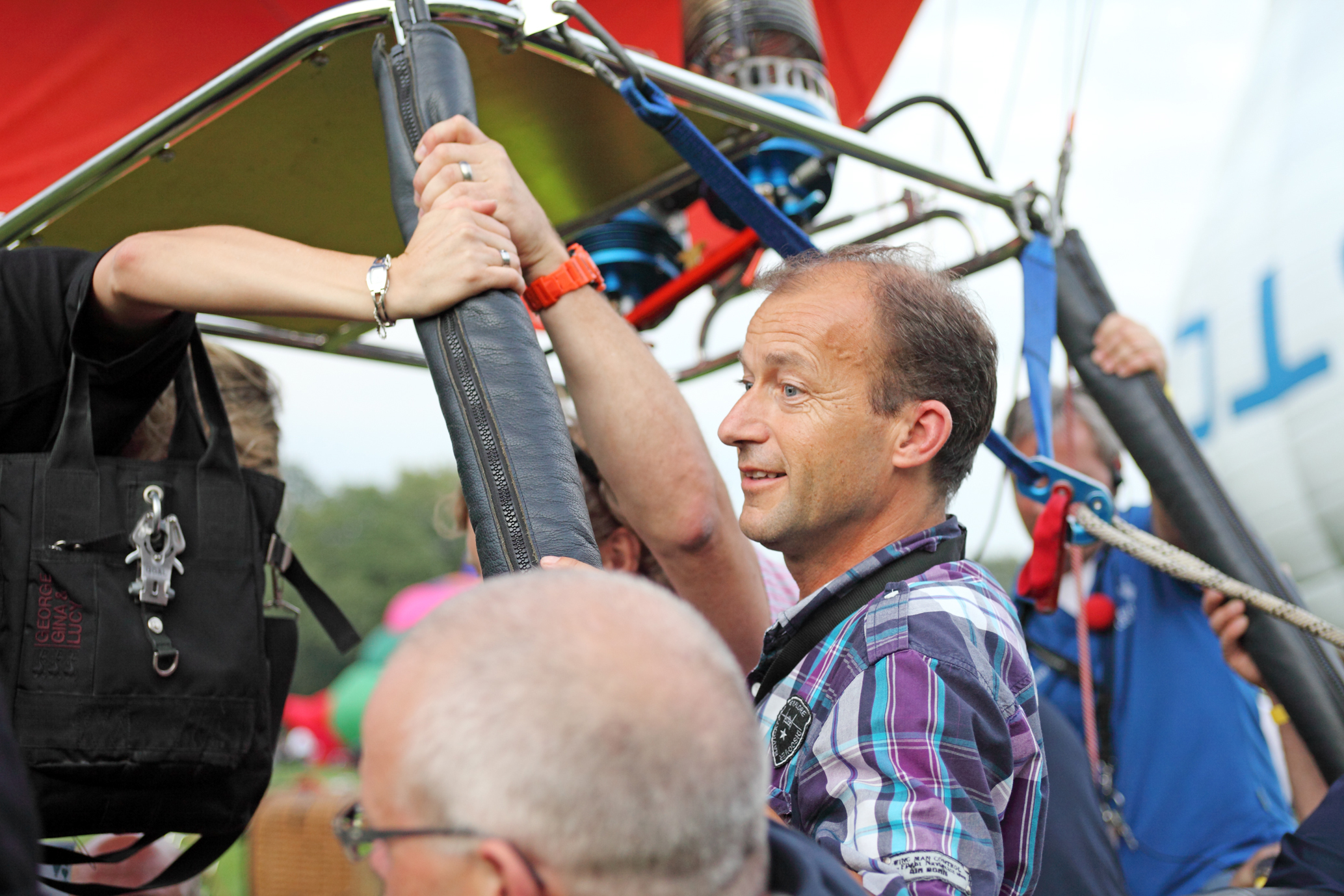
Reinier van den Berg,
geboren op 5 april

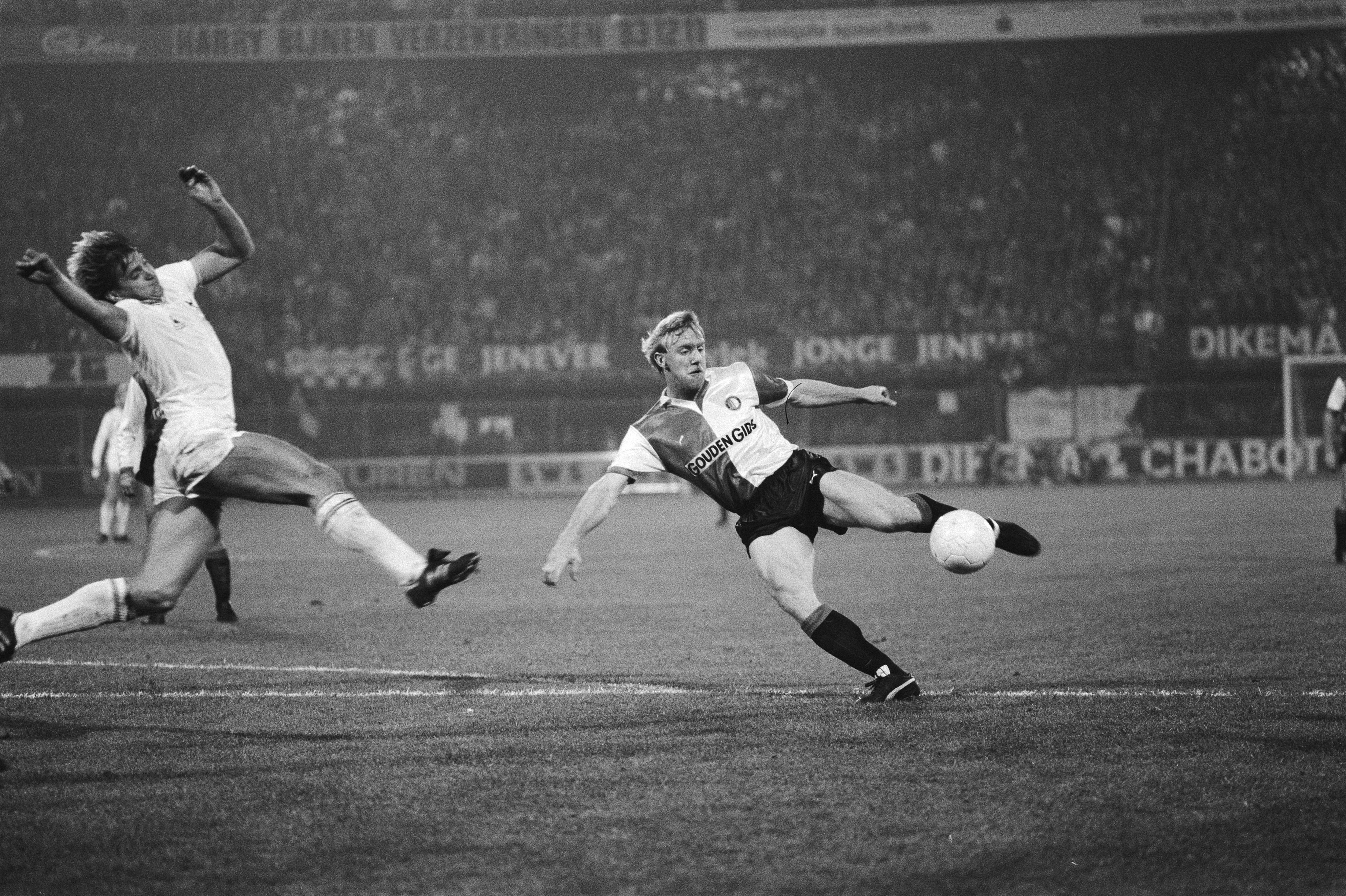
Andre Hoekstra,
geboren op 5 april

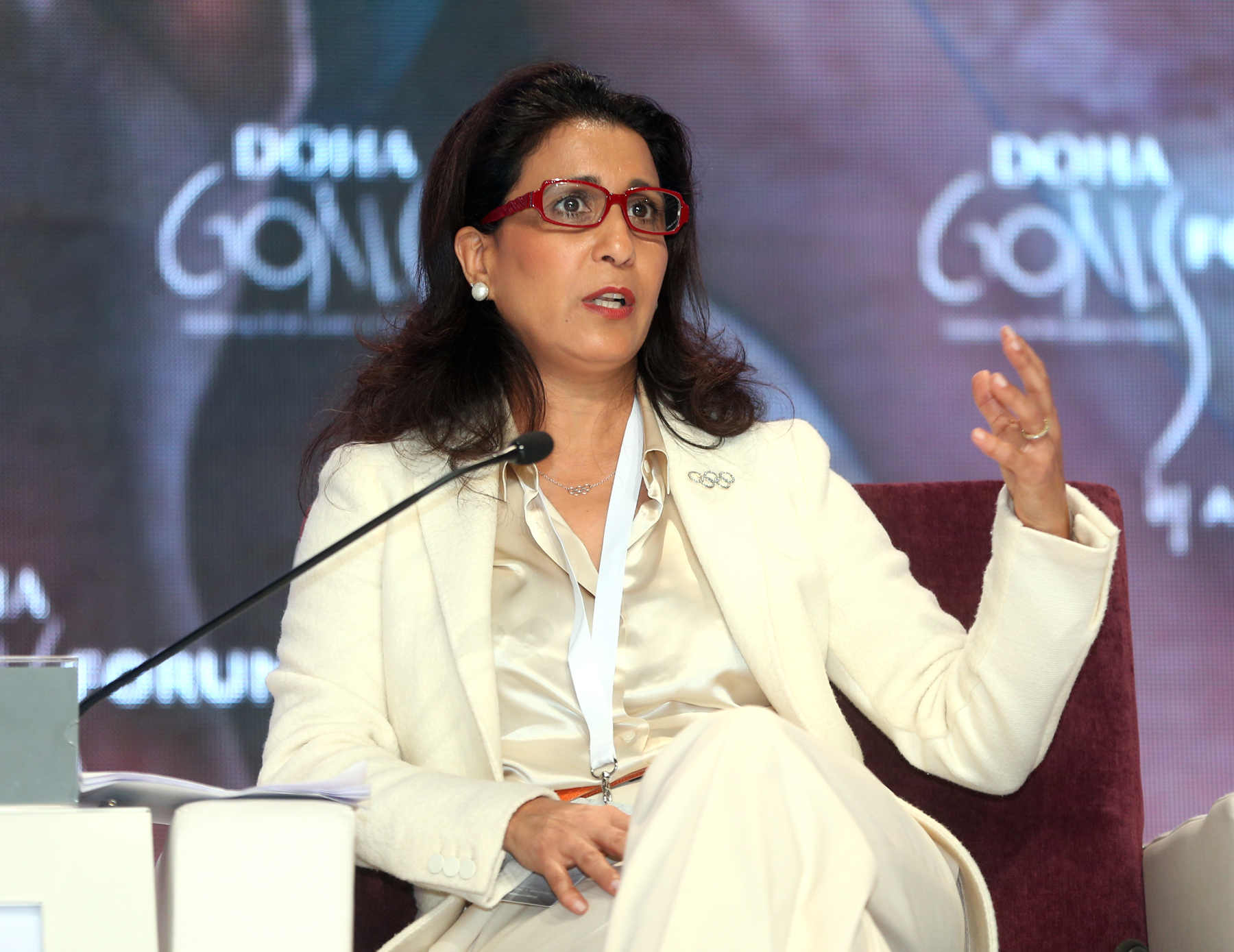
Nawal El Moutawakel,
geboren op 15 april

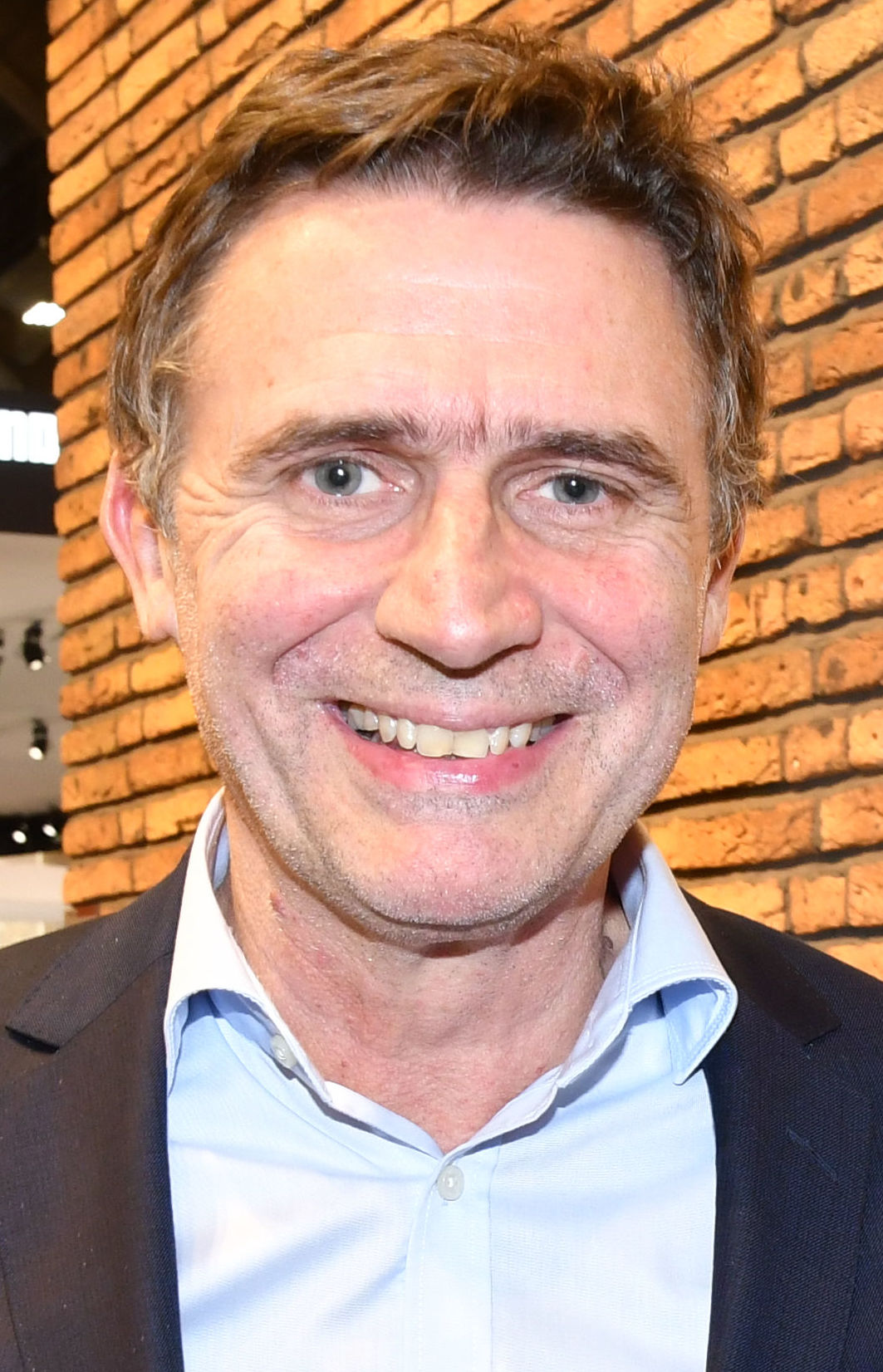
Erik Van Looy,
geboren op 26 april

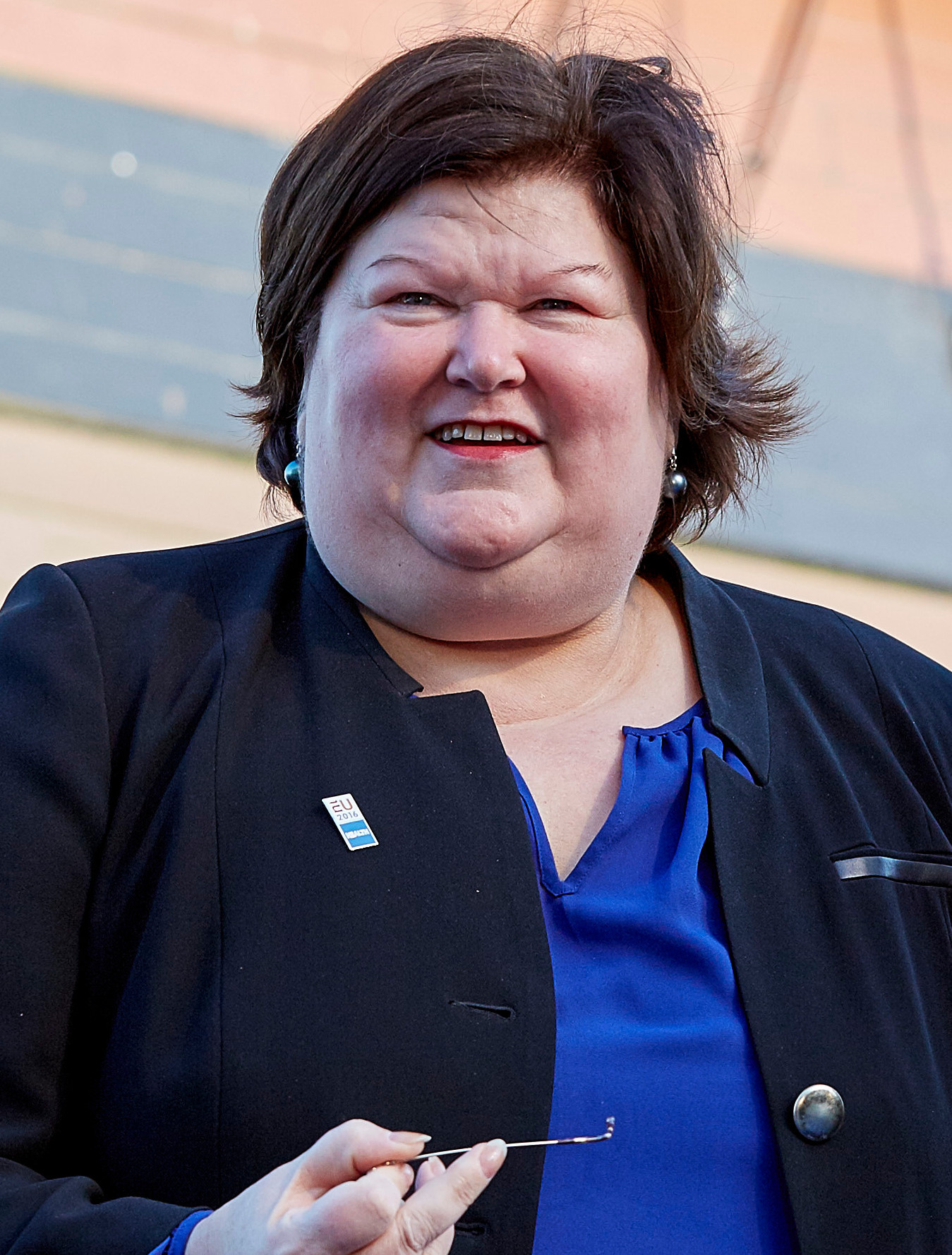
Maggie De Block,
geboren op 28 april

- 1 - Chris Grayling, Brits politicus
- 1 - Attila Juhos, Hongaars voetbalscheidsrechter
- 1 - John Wallace, Canadees roeier
- 2 - Ann-Sofi Sidén, Zweeds kunstenares
- 3 - Ellen Laan, Nederlands seksuologe en psychologe (overleden 2022)
- 3 - Lucas Rive, Nederlands chef-kok (overleden 2019)
- 3 - Damiaan De Schrijver, Belgisch acteur
- 3 - Bill Sage, Amerikaans acteur
- 4 - Willy Borsus, Belgisch politicus
- 4 - Marco Giovannetti, Italiaans wielrenner
- 4 - Greet van Gool, Belgisch politica
- 5 - Reinier van den Berg, Nederlands meteoroloog en weerpresentator
- 5 - Andre Hoekstra, Nederlands voetballer en voetbaltrainer
- 5 - Lana Clarkson, Amerikaans actrice en model (overleden 2003)
- 5 - Sander Simons, Nederlands communicatieadviseur, publicist, journalist en nieuwslezer (overleden 2010)
- 6 - Annejet van der Zijl, Nederlands schrijfster en historica
- 7 - Marcel de Graaff, Nederlands (euro)politicus (PVV; FvD)
- 7 - Andy Hampsten, Amerikaans wielrenner
- 8 - Massimo De Santis, Italiaans voetbalscheidsrechter
- 9 - Glen Dell, Zuid-Afrikaans piloot (overleden 2013)
- 10 - Chris Leeuwenburgh, Nederlands atleet
- 10 - JulieAnne White, Canadees triatlete
- 13 - Vera de Backker, Nederlands schilderes en illustratrice
- 13 - Kris Poté, Belgisch atleet
- 13 - Hillel Slovak, Israëlisch-Amerikaans gitarist (Red Hot Chili Peppers) (overleden 1988)
- 14 - Harold van Beek, Nederlands atleet
- 14 - Laura Robben, Nederlands handbalster
- 15 - Nawal El Moutawakel, Marokkaans atlete
- 15 - Nick Kamen, Brits zanger en fotomodel (overleden 2021)
- 16 - Tony Blinken, Amerikaans diplomaat en politicus
- 18 - Viggo Waas, Nederlands cabaretier
- 19 - Al Unser jr., Amerikaans autocoureur
- 21 - Juliëtte de Wijn, Nederlands televisiepresentatrice en actrice
- 22 - Laura van Geest, Nederlands econoom en bestuurder (CPB; AFM)
- 23 - Bram Bart, Nederlands acteur, zanger, regisseur, presentator en voice-over (overleden 2012)
- 23 - John Hannah, Schots acteur
- 24 - Jack Haegens, Nederlands muzikant
- 24 - Benn Q. Holm, Deens schrijver
- 24 - Heike Kemmer, Duits amazone
- 24 - Stuart Pearce, Engels voetballer en voetbalcoach
- 25 - Ado, Braziliaans voetballer
- 25 - Jurriaan van Hall, Nederlands beeldend kunstenaar
- 26 - Matteo Messina Denaro, Italiaans maffiabaas (overleden 2023)
- 26 - Erik Van Looy, Belgisch filmmaker en presentator
- 27 - Ryszard Tarasiewicz, Pools voetballer en voetbalcoach
- 28 - Gerbrand Bakker, Nederlands schrijver
- 28 - Maggie De Block, Belgisch politica
- 28 - Jos van Herpen, Nederlands voetballer
- 28 - Chris Ramsey, Engels voetballer en voetbalcoach
- 29 - Rob Druppers, Nederlands atleet
- 30 - Roland Marloye, Belgisch atleet
- 30 - Tarcisio Serena, Italiaans voetbalscheidsrechter
- 30 - Jop de Vries, Nederlands acteur

### mei

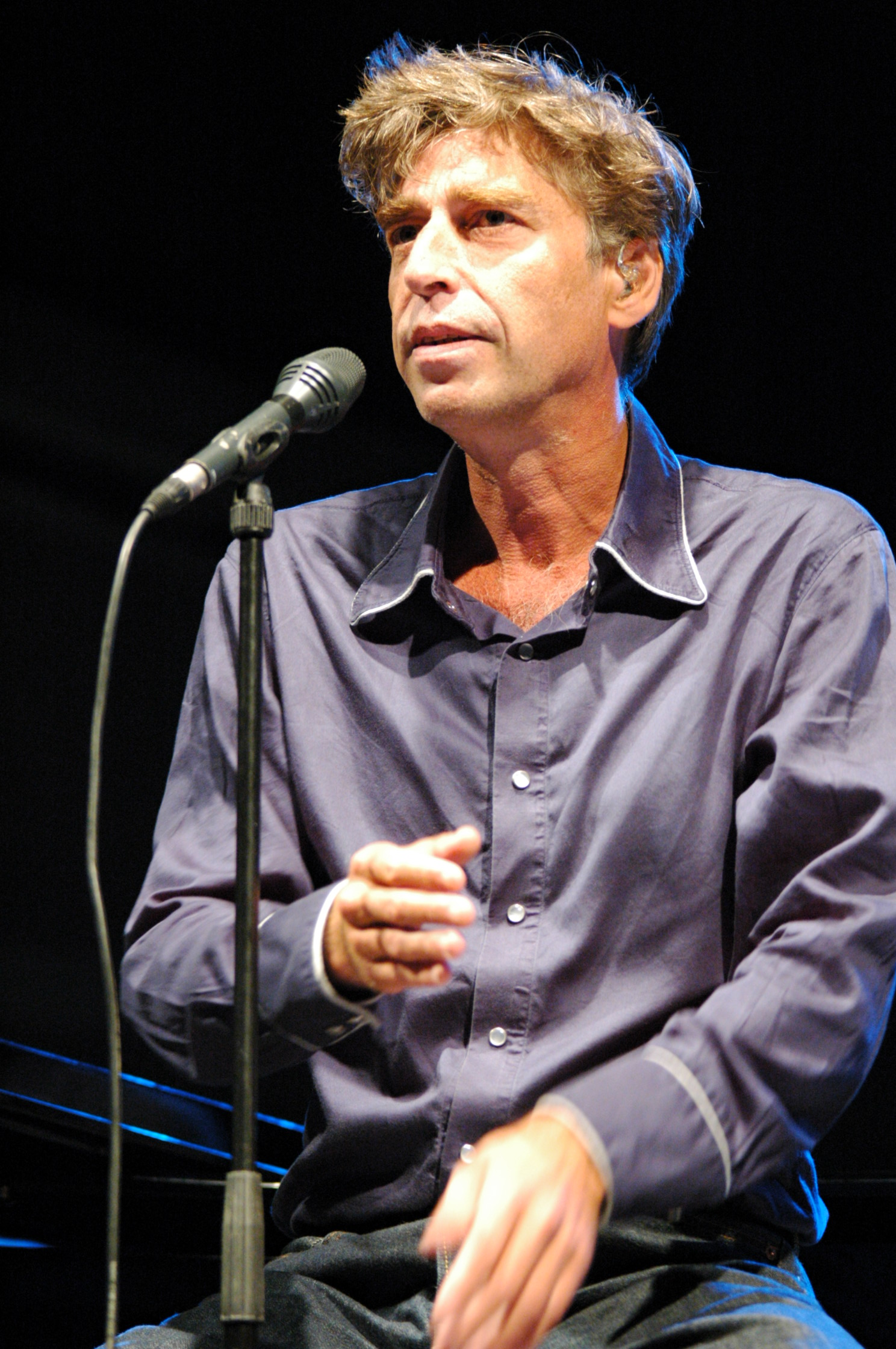
Maarten van Roozendaal,
geboren op 3 mei

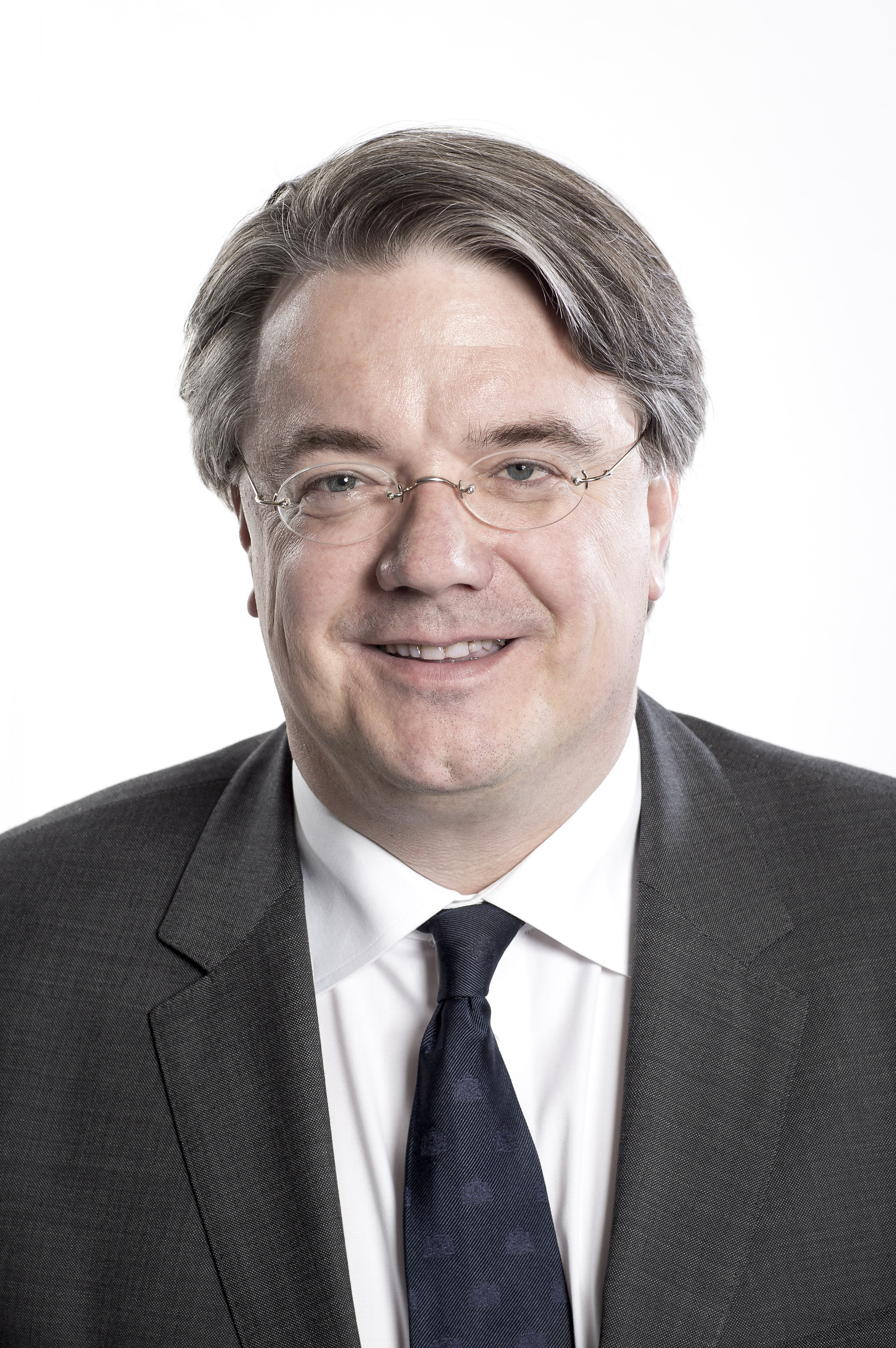
Wim van de Donk,
geboren op 17 mei

- 1 - Maia Morgenstern, Roemeens actrice
- 1 - Patrick Steemans, Belgisch atleet
- 2 - Veerle Eyckermans, Vlaams actrice
- 2 - Jimmy White, Engels snookerspeler
- 2 - Javier Zeoli, Uruguayaans voetballer
- 3 - Philip Cracco, Belgisch ondernemer (overleden 2020)
- 3 - Maarten van Roozendaal, Nederlands zanger en liedjesschrijver (overleden 2013)
- 4 - Mark Leduc, Canadees bokser (overleden 2009)
- 4 - Bart Tommelein, Belgisch politicus
- 5 - Darryl Fitton, Engels darter
- 6 - Mario Kummer, Duits wielrenner
- 8 - Servaas Stoop, Nederlands  bestuurder en politicus (SGP)
- 10 - John Ngugi, Keniaans atleet
- 10 - Meral Uslu, Turks-Nederlands filmmaakster
- 13 - Joeri Michailovitsj Maroesik, Oekraïens-Russisch arachnoloog en entomoloog
- 13 - Lil Louis, Amerikaans houseproducer
- 14 - Wolfgang Přiklopil, Oostenrijks ontvoerder
- 14 - Jan Urban, Pools voetballer en voetbalcoach
- 17 - Wim van de Donk, Nederlands hoogleraar en bestuurder; Commissaris van de Koning in Noord-Brabant
- 17 - Alan Johnston, Brits journalist
- 18 - Nathaniel Parker, Brits acteur
- 18 - Kris Peeters, Belgisch politicus
- 18 - Sandra, Duits zangeres
- 20 - Ralph Peterson, Amerikaans jazzmuzikant en orkestleider (overleden 2021)
- 20 - Peter De Roover, Belgisch politicus
- 20 - Andrea Vreede, Nederlands (televisie)journaliste
- 21 - Joan Nederlof, Nederlands actrice en scenarioschrijfster
- 23 - Marnie Blok, Nederlands actrice en scenarioschrijfster
- 25 - John Larsen, Deens voetballer
- 28 - Jimmy Izquierdo, Ecuadoraans voetballer (overleden 1994)
- 28 - James Michael Tyler, Amerikaans acteur (overleden 2021)
- 29 - Fandi Ahmad, Singaporees voetballer
- 29 - Semino Rossi, Oostenrijks-Argentijns schlagerzanger
- 31 - Sebastian Koch, Duits acteur

### juni

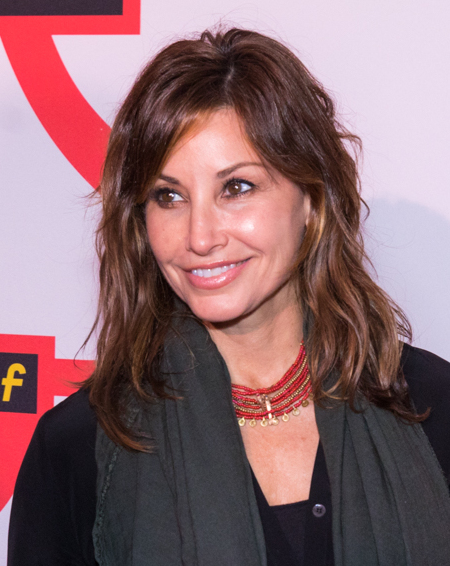
Gina Gershon
geboren op 10 juni

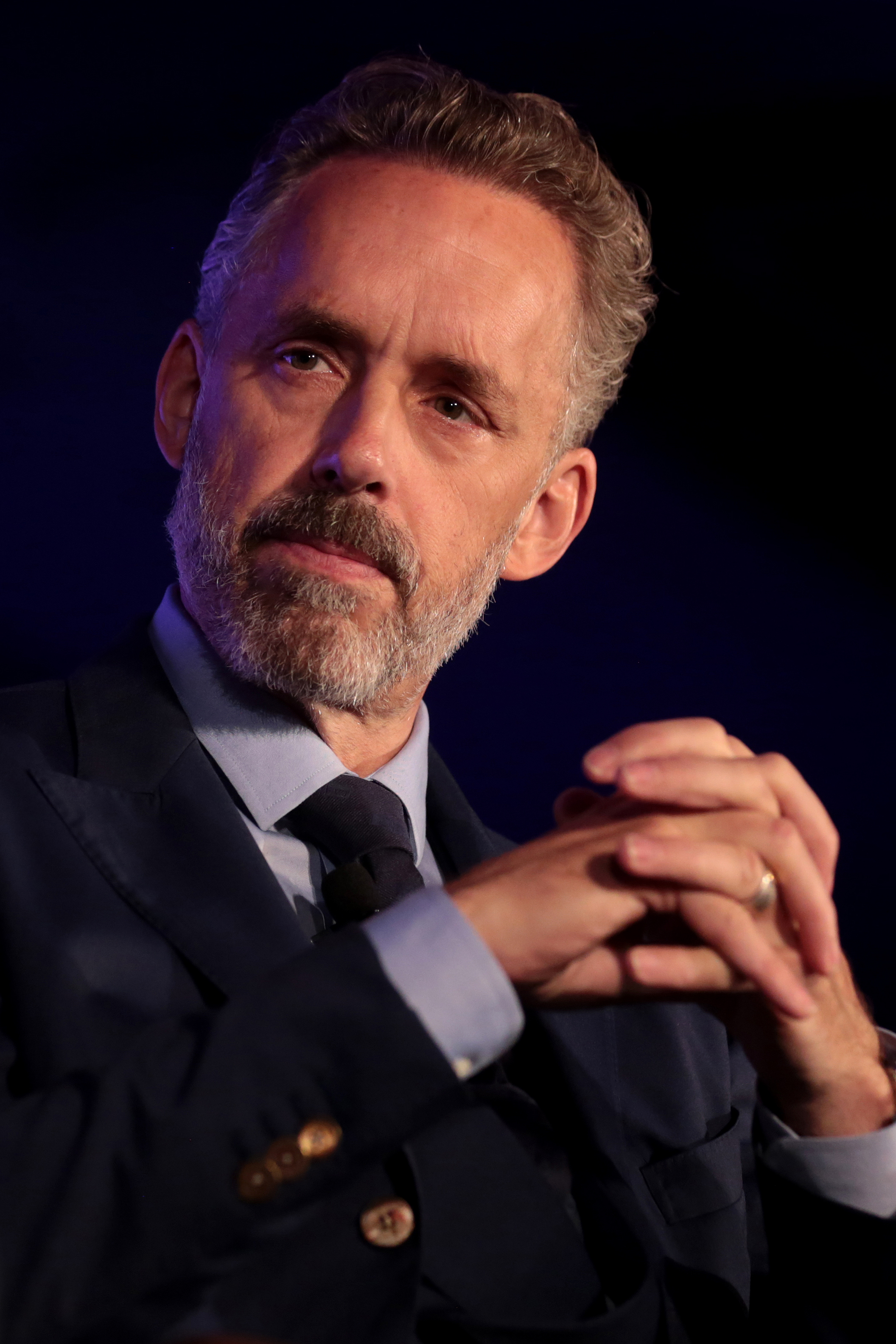
Jordan Peterson,
geboren op 12 juni

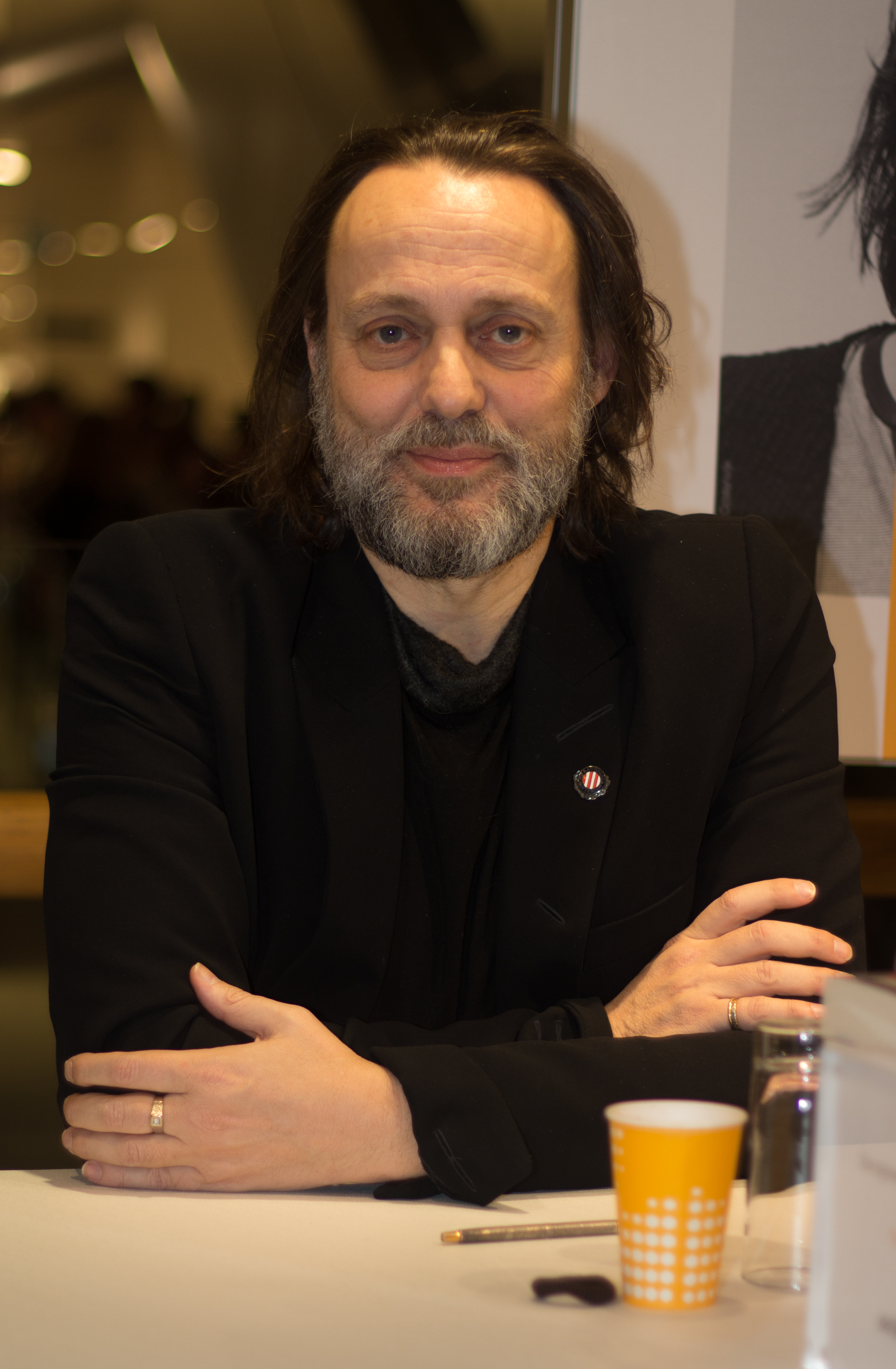
Hugo Borst,
geboren op 15 juni

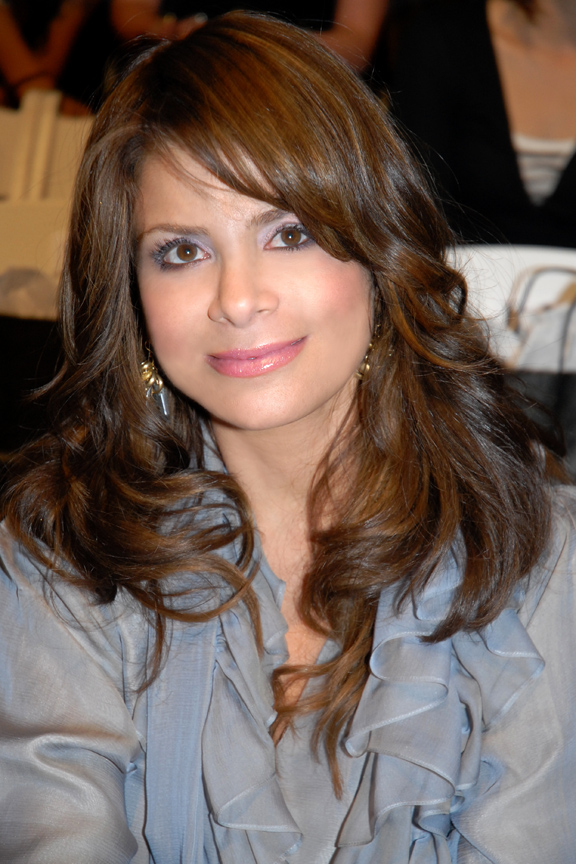
Paula Abdul
geboren op 19 juni

- 2 - David Brenner, Amerikaans filmeditor (overleden 2022)
- 2 - Bernice Notenboom, Nederlands klimaatjournaliste, avonturierster en filmmaakster
- 3 - Saskia Bruines, Nederlands politica (D66)
- 3 - Dagmar Neubauer, Duits atlete
- 4 - Per Frimann, Deens voetballer
- 4 - Zenon Jaskuła, Pools wielrenner
- 5 - Prinses Astrid, dochter van de Belgische koning Albert II
- 7 - Philippe Detaellenaere, Belgisch atleet
- 7 - Lance Reddick, Amerikaans acteur (overleden 2023)
- 8 - Nick Rhodes, Brits toetsenist (Duran Duran)
- 8 - Kristine W, Amerikaans zangeres
- 10 - Gina Gershon, Amerikaans actrice
- 10 - Ralf Schumann, Duitse schutter
- 10 - Cees Jan Winkel, Nederlands zwemmer
- 12 - Marnix Goegebeur, Belgisch atleet
- 12 - Luis Fernando Herrera, Colombiaans voetballer
- 12 - Jordan Peterson, Canadees psycholoog
- 12 - Lucretia Redan, Surinaams diplomaat en bestuurder
- 12 - Roedolf Povarnitsyn, Oekraïens atleet
- 13 - David Mitchell, Australisch voetballer
- 13 - Glenn Michibata, Canadees tennisser
- 13 - Paul Motwani, Brits schaker
- 13 - Ally Sheedy, Amerikaans actrice
- 15 - Hugo Borst, Nederlands journalist en publicist
- 15 - Martin Earley, Iers wielrenner
- 15 - Andrea Rost, Hongaars sopraan
- 17 - Lio, Portugees zangeres
- 17 - Bruce Robertson, Canadees roeier
- 18 - Eddie Fowlkes, Amerikaanse technoproducer
- 19 - Paula Abdul, Amerikaans choreografe en zangeres
- 19 - Hannu Ollila, Fins voetballer
- 20 - Kirk Baptiste, Amerikaans sprinter (overleden 2022)
- 21 - Marc Punt, Vlaams regisseur en producent
- 21 - Saskia Slegers (DJ Djax), Nederlands dj en muziekmanager
- 22 - Campino, Duits zanger
- 22 - Herman Van Uytven, Belgisch atleet
- 24 - Harry van Bommel, Nederlands politicus
- 25 - Bussunda, Braziliaans komiek (overleden 2006)
- 25 - Marc Verrydt, Belgisch atleet (overleden 2019)
- 25 - Phill Jupitus, Brits komiek
- 26 - Ollanta Humala, Peruviaans president
- 26 - Steven de Jong, Nederlands regisseur
- 26 - José Daniel Ponce, Argentijns voetballer
- 27 - Michael Ball, Brits zanger en acteur
- 27 - Ad Grooten, Nederlands multi-instrumentalist, tekstschrijver en componist
- 27 - Carina Van Cauter, Belgisch advocate en politica
- 27 - Dario Viganò, Italiaans geestelijke
- 28 - Ubel Zuiderveld, Nederlands journalist
- 29 - Joan Laporta, Spaans advocaat en voetbalbestuurder

### juli

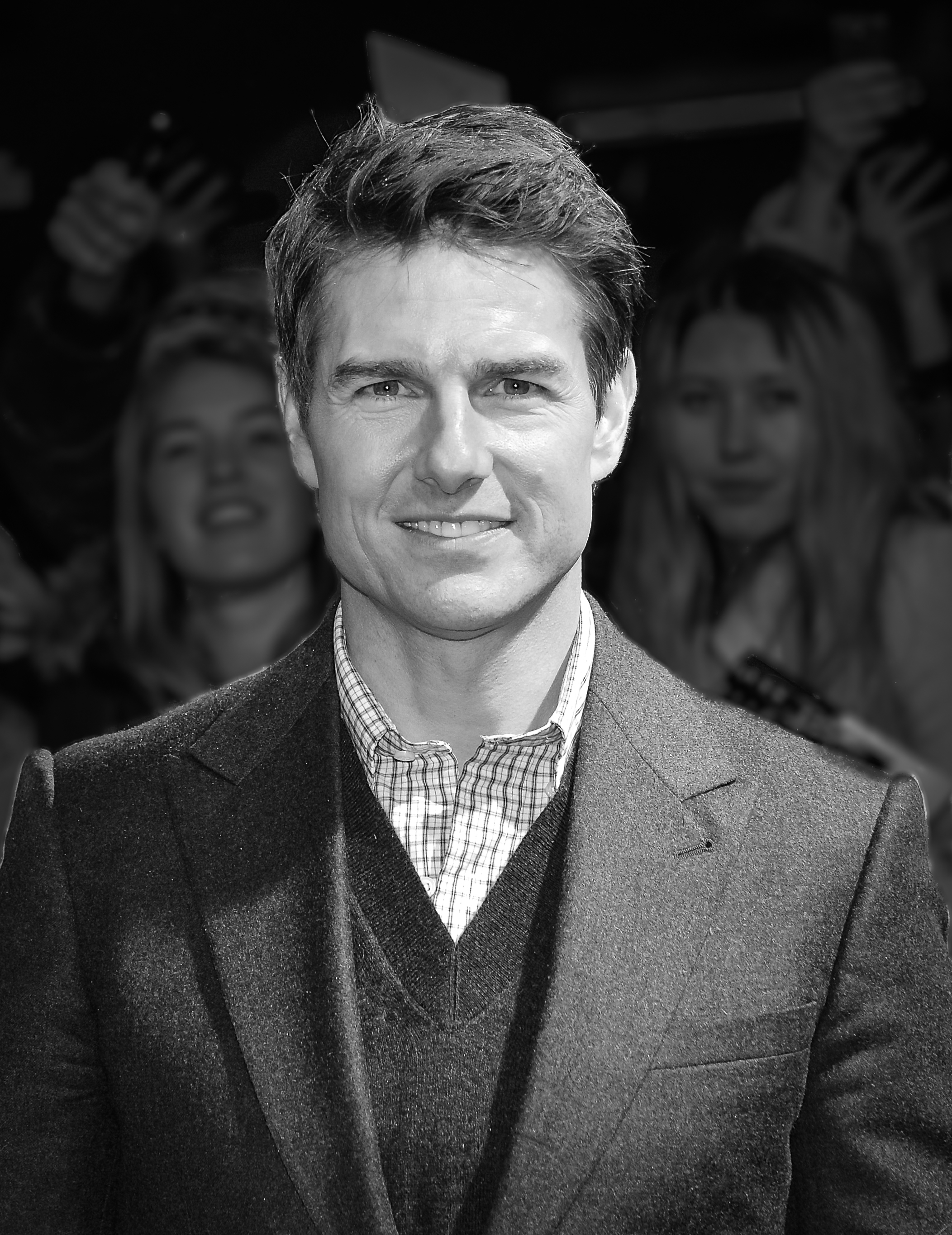
Tom Cruise,
geboren op 3 juli

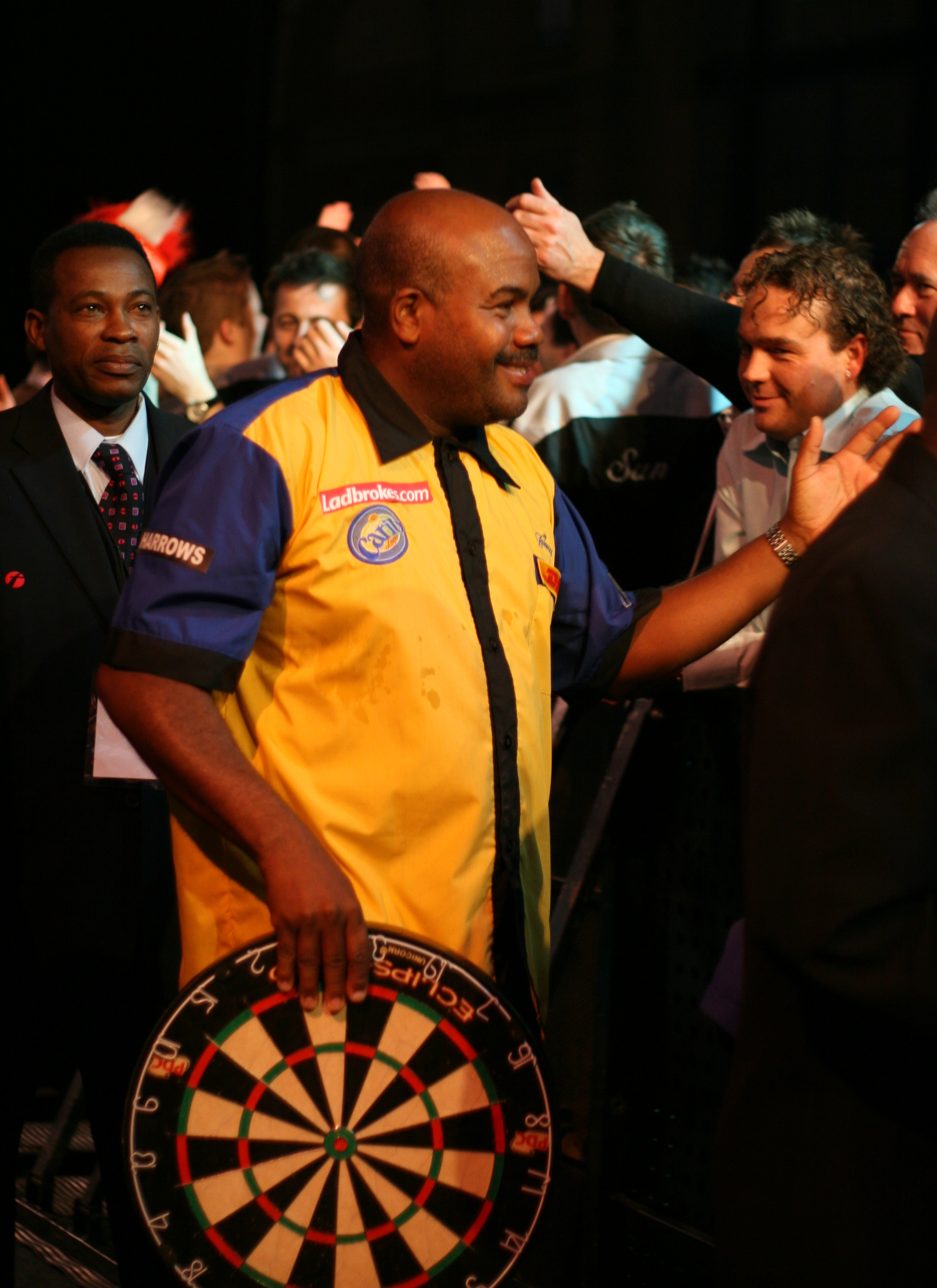
Anthony Forde,
geboren op 6 juli

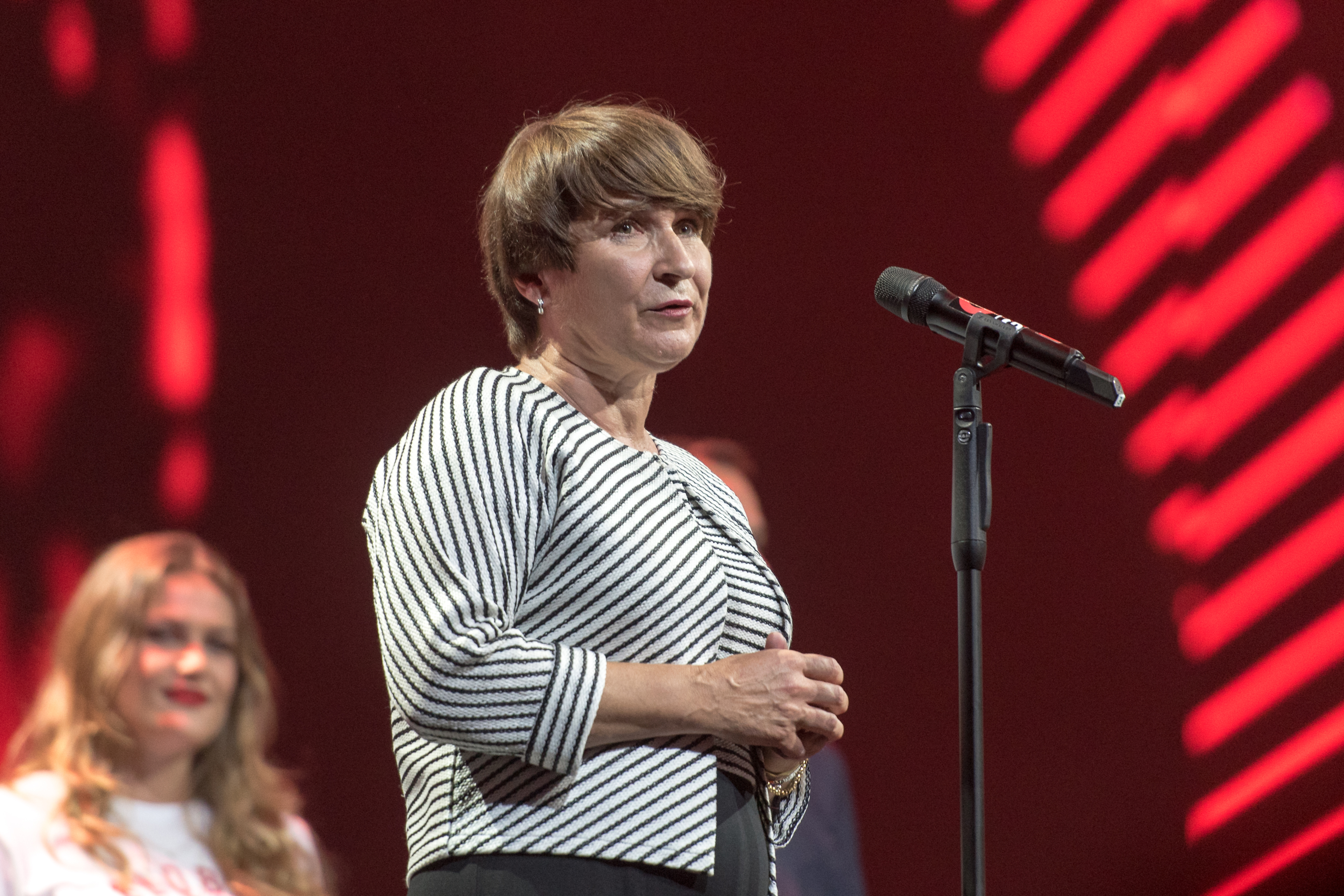
Lilianne Ploumen,
geboren op 12 juli

- 1 - Andre Braugher, Amerikaans acteur (overleden 2023)
- 3 - Tom Cruise, Amerikaans acteur
- 3 - Hunter Tylo, Amerikaans actrice
- 4 - Pam Shriver, Amerikaans tennisster
- 5 - Wim Danckaert, Vlaams acteur
- 6 - Anthony Forde, Barbadiaans darter
- 6 - Marianne van de Linde, Nederlands atlete
- 9 - Steven Avery, Amerikaans crimineel
- 9 - Jordan Belfort, Amerikaans effectenhandelaar, fraudeur en motivatiespreker
- 9 - Aloyzas Kveinys, Litouws schaker (overleden 2018)
- 11 - Kerrith Brown, Brits judoka
- 11 - Jacqueline Hautenauve, Belgisch atlete
- 12 - Dixie Dansercoer, Vlaams avonturier (overleden 2021)
- 12 - Lilianne Ploumen, Nederlands politica
- 14 - Patricio Toledo, Chileens voetballer
- 16 - Uwe Hohn, Oost-Duits speerwerper
- 16 - Natalja Lisovskaja, (Sovjet-)Russisch/Frans atlete
- 16 - Kevin Magee, Australisch motorcoureur
- 16 - Gøran Sørloth, Noors voetballer
- 17 - Samuel Fosso, Kameroens fotograaf
- 17 - Patricio Mardones, Chileens voetballer
- 18 - Jack Irons, Amerikaans drummer
- 18 - Geoff Gaberino, Amerikaans zwemmer
- 18 - Sulo Vaattovaara, Zweeds voetballer
- 19 - Anthony Edwards, Amerikaans acteur en regisseur
- 22 - Steve Albini, Amerikaans muzikant en producer (overleden 2024)
- 22 - Pieter De Crem, Belgisch politicus
- 22 - Cornald Maas, Nederlands verslaggever
- 24 - Johnny O'Connell, Amerikaans autocoureur
- 25 - Charlotte Besijn, Nederlands actrice
- 26 - Uwe Raab, Duits wielrenner
- 26 - Galina Tsjistjakova, Sovjet-Russisch/Russisch/Slowaaks atlete
- 27 - Mariela Castro, Cubaans politica en seksuologe
- 27 - Carolina Mout, Nederlands actrice, voice-over en zangeres
- 27 - Sjuul Paradijs, Nederlands journalist, voormalig hoofdredacteur van 'De Telegraaf'
- 28 - Torsten Gütschow, Oost-Duits voetballer
- 29 - Carl Cox, Brits techno dj
- 29 - Oceano da Cruz, Portugees voetballer
- 29 - Guillermo Martínez, Argentijns wiskundige en schrijver
- 29 - Vincent Rousseau, Belgisch atleet
- 30 - Ad van der Helm, Nederlands priester
- 31 - Caroline De Bruijn, Nederlands actrice
- 31 - Wesley Snipes, Amerikaans filmacteur

### augustus

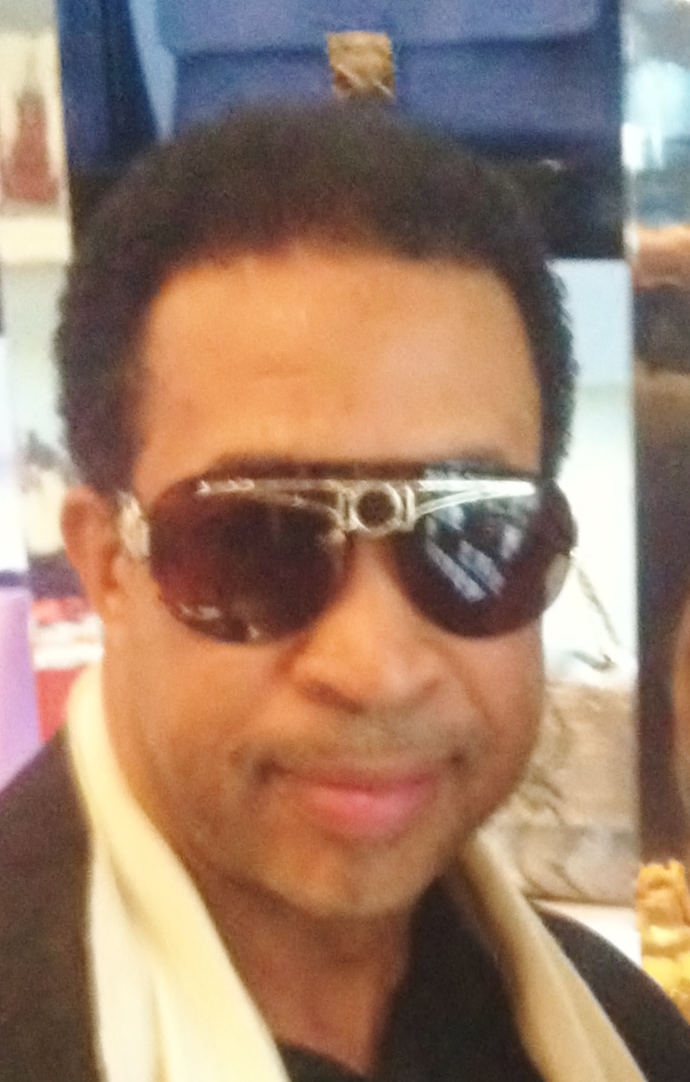
John Marshall Jones,
geboren op 17 augustus

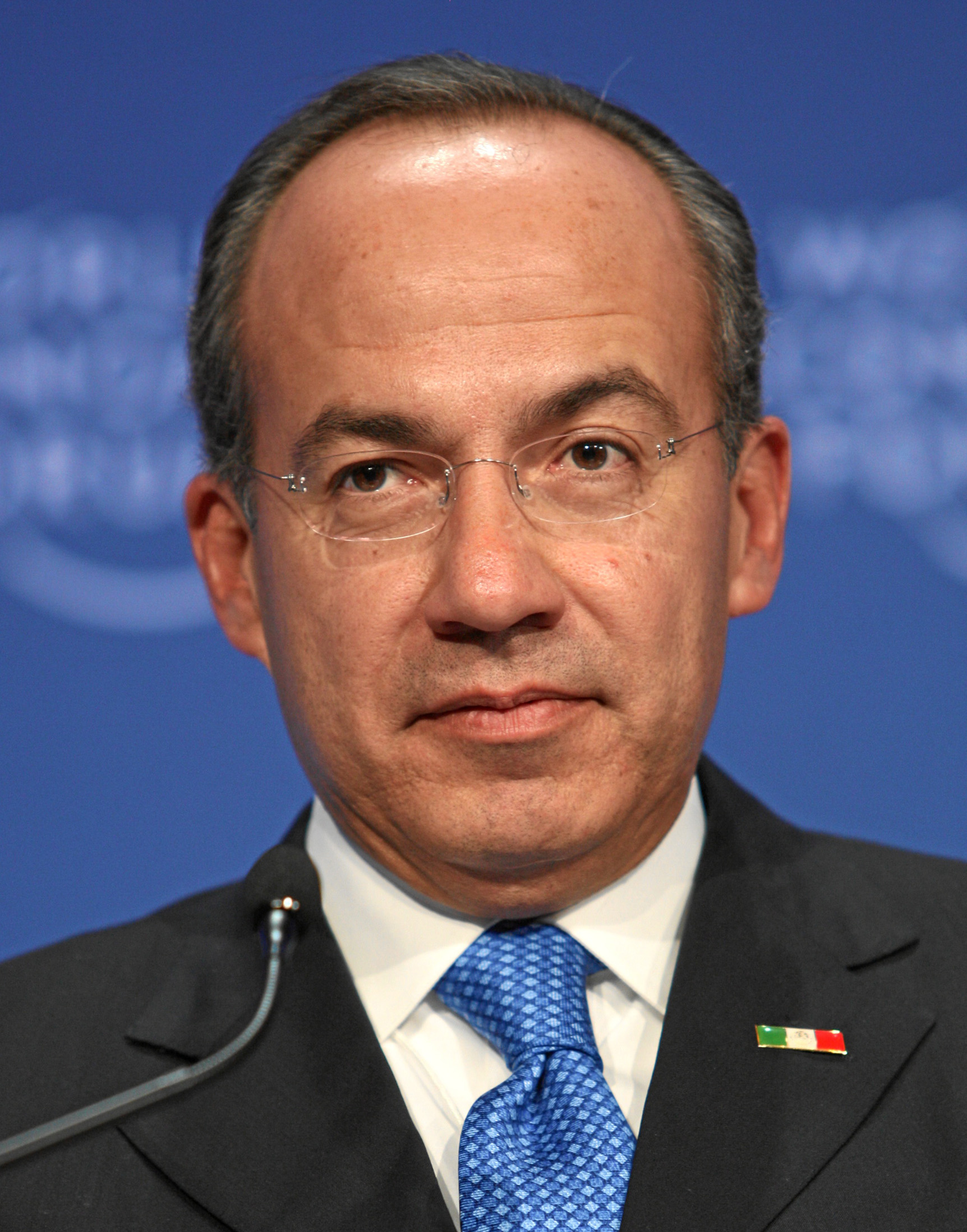
Felipe Calderón,
geboren op 18 augustus

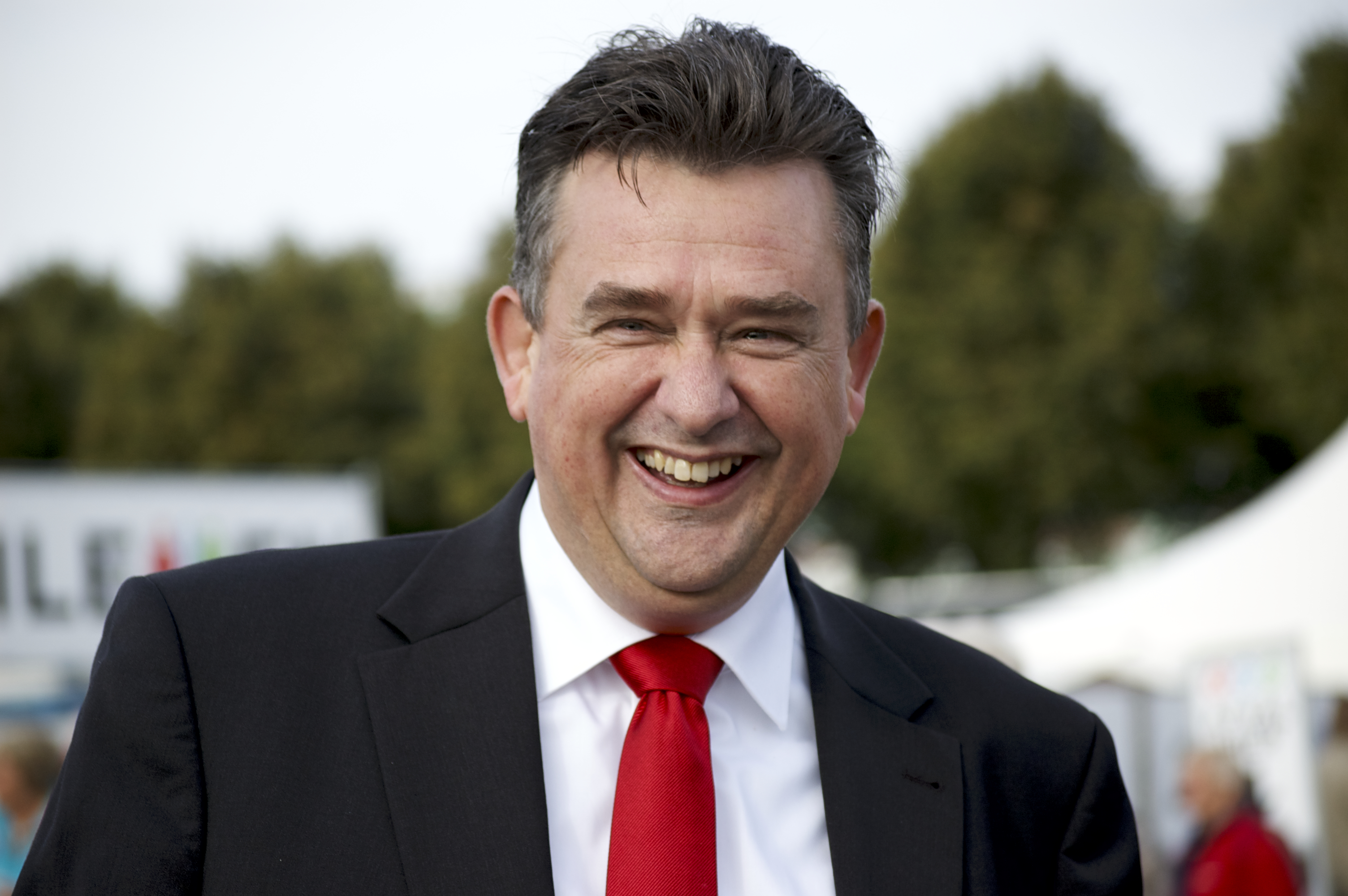
Emile Roemer,
geboren op 24 augustus

- 1 - Allard Kalff, Nederlands autocoureur en presentator
- 1 - Cesar Montano, Filipijns acteur en regisseur
- 1 - Gertjan Verbeek, Nederlands voetballer en voetbaltrainer
- 2 - Antoinette Beumer, Nederlands regisseuse en schrijfster
- 2 - Marjan Moolenaar, Nederlands journaliste en presentatrice
- 2 - Vreneli Stadelmaier, Nederlands feministe en schrijfster
- 5 - Patrick Ewing, Amerikaans basketballer
- 6 - Jevhen Sjachov, Sovjet-Oekraïens voetballer en trainer
- 7 - Wim Magré, Nederlands organist (overleden 2019)
- 7 - Sophocles Sophocleous, Cypriotisch politicus en Europarlementariër
- 7 - Robert de Wit, Nederlands atleet
- 9 - Jan Dijkgraaf, Nederlands journalist en politicus
- 9 - Hans Kok, Nederlands kraker (overleden 1985)
- 9 - Annegret Kramp-Karrenbauer, Duits politica
- 10 - Suzanne Collins, Amerikaans scenarioschrijfster en auteur
- 10 - Michelangelo Rampulla, Italiaans voetballer
- 13 - Manuel Valls, Frans en Spaans politicus
- 14 - Ger Koopmans, Nederlands politicus
- 15 - Kim Dae-young, Zuid-Koreaans voetbalscheidsrechter
- 15 - Rıdvan Dilmen, Turks voetballer en voetbalcoach
- 17 - Jack van Hulten, Nederlands voetbalscheidsrechter
- 17 - John Marshall Jones, Amerikaans acteur
- 17 - Roland Schröder, Oost-Duits roeier
- 18 - Carina Benninga, Nederlands hockeyster en -coach
- 18 - Felipe Calderón, president van Mexico
- 18 - Hólger Quiñónez, Ecuadoraans voetballer
- 18 - Niki Rüttimann, Zwitsers wielrenner
- 18 - Jeroen Vullings, Nederlands literatuurcriticus
- 19 - Bernd Lucke, Duits econoom en politicus
- 20 - James Marsters, Amerikaans acteur
- 20 - Jon Unzaga, Spaans wielrenner
- 21 - Jan Krol, Nederlands acteur (overleden 2023)
- 21 - Rogi Wieg, Nederlands schrijver (overleden 2015)
- 22 - Paul Beckers, Belgisch atleet
- 22 - Stefano Tilli, Italiaans atleet
- 23 - Shaun Ryder, Brits zanger
- 23 - Gustavo Wilches, Colombiaans wielrenner
- 24 - Emile Roemer, Nederlands politicus
- 24 - Ali Smith, Schots (toneel)schrijfster, academicus en journaliste
- 25 - Victor Löw, Nederlands acteur
- 26 - Jos van Aert, Nederlands wielrenner
- 26 - Roger Kingdom, Amerikaans atleet
- 26 - Sri Mulyani Indrawati, Indonesisch econome en minister
- 26 - Tariq Ramadan, Zwitsers filosoof en islamoloog
- 27 - Eric Cayrolle, Frans autocoureur
- 27 - Benoît Lambert, Belgisch atleet
- 29 - Richard Angelo, Amerikaans moordenaar
- 29 - Jutta Kleinschmidt, Duits rallyrijdster
- 30 - François Delecour, Frans rallyrijder
- 31 - Dee Bradley Baker, Amerikaans stemacteur
- 31 - Rick Hilgers, Nederlands voetballer

### september

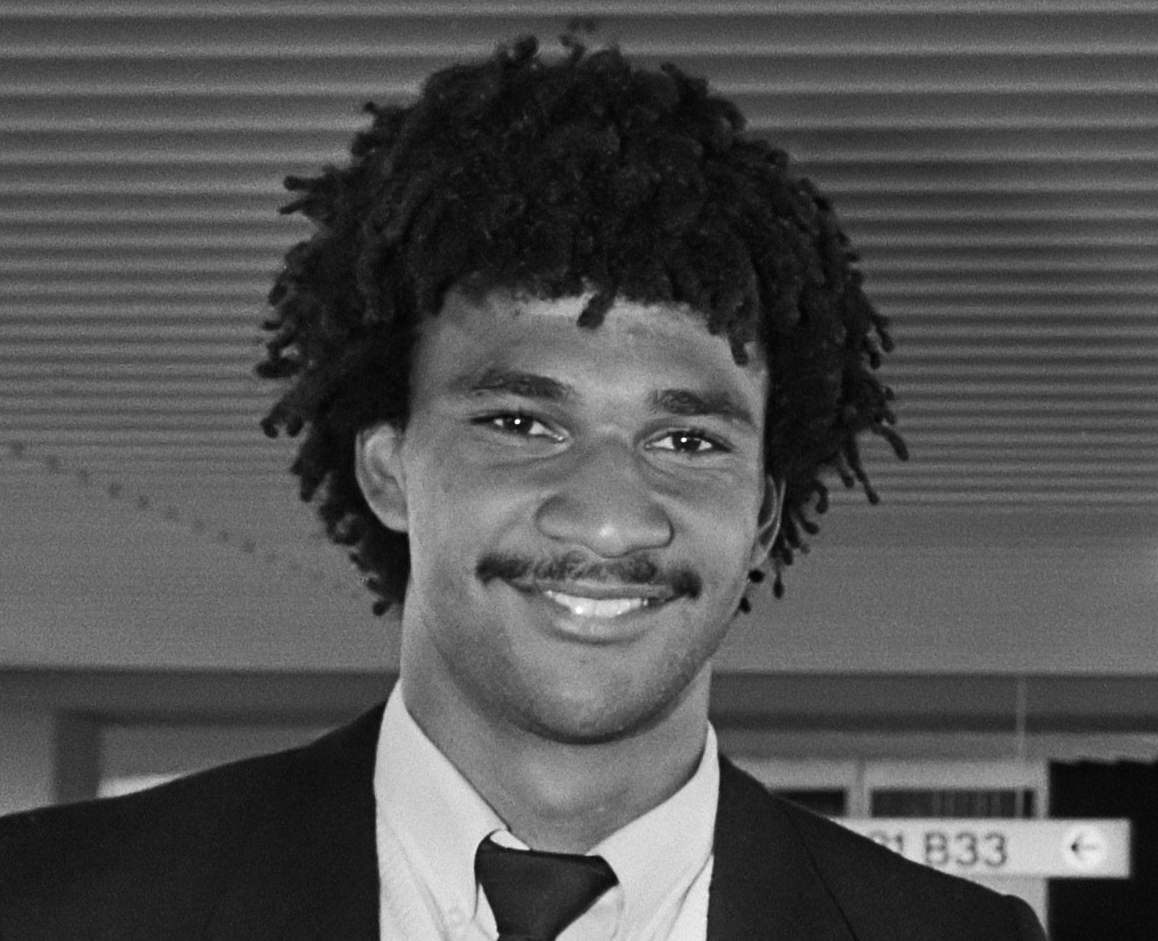
Ruud Gullit,
geboren op 1 september

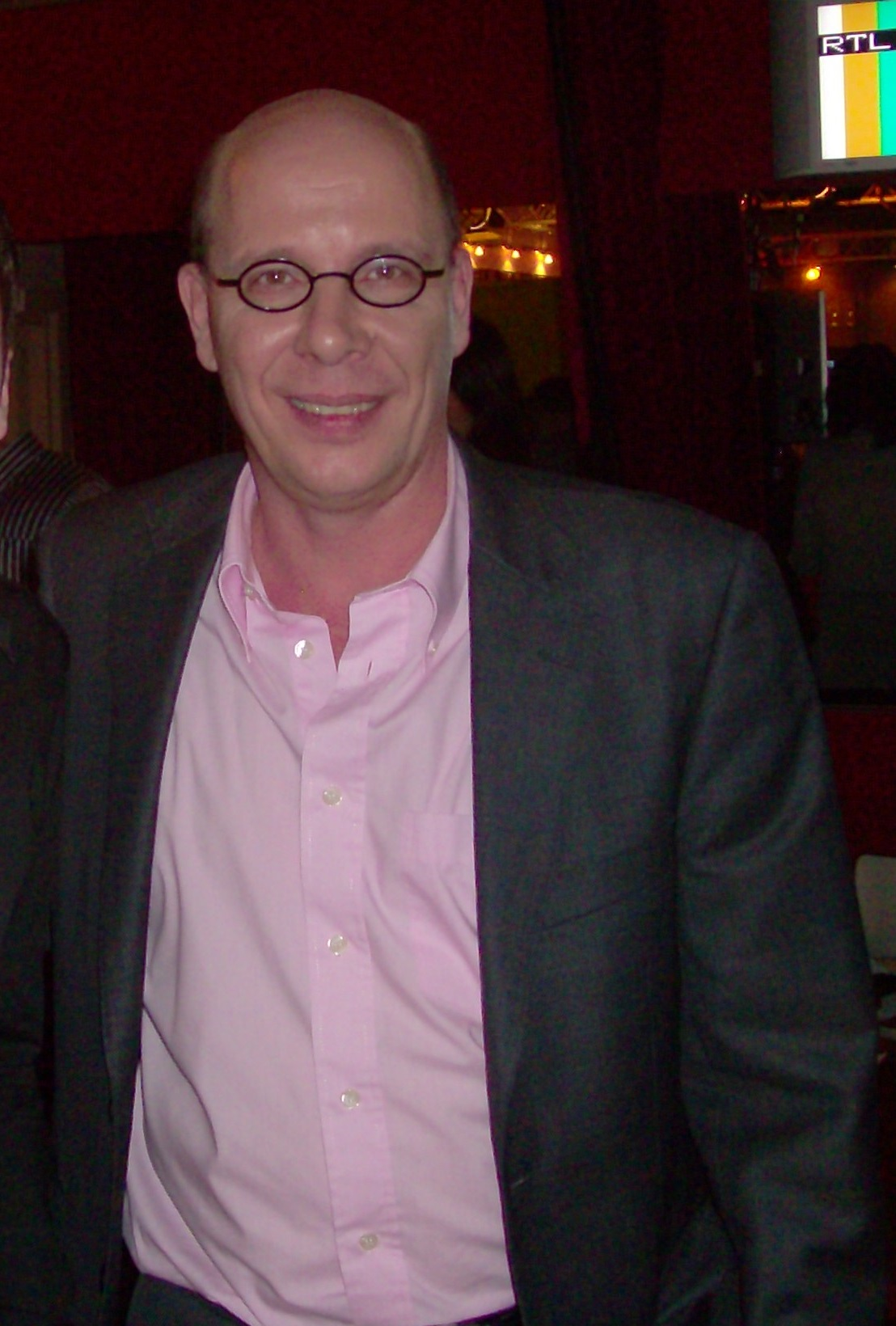
Co Stompé,
geboren op 10 september

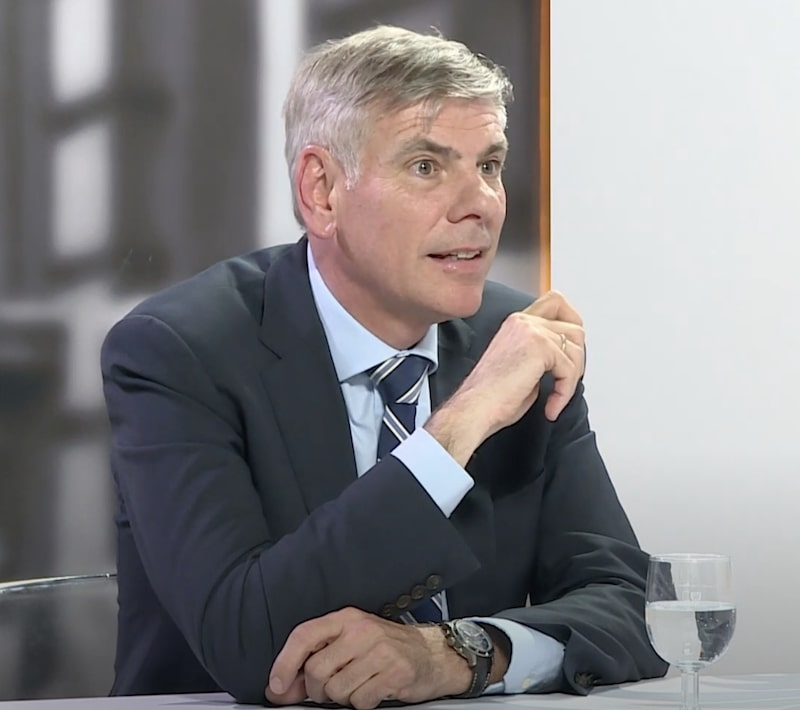
Filip Dewinter,
geboren op 11 september

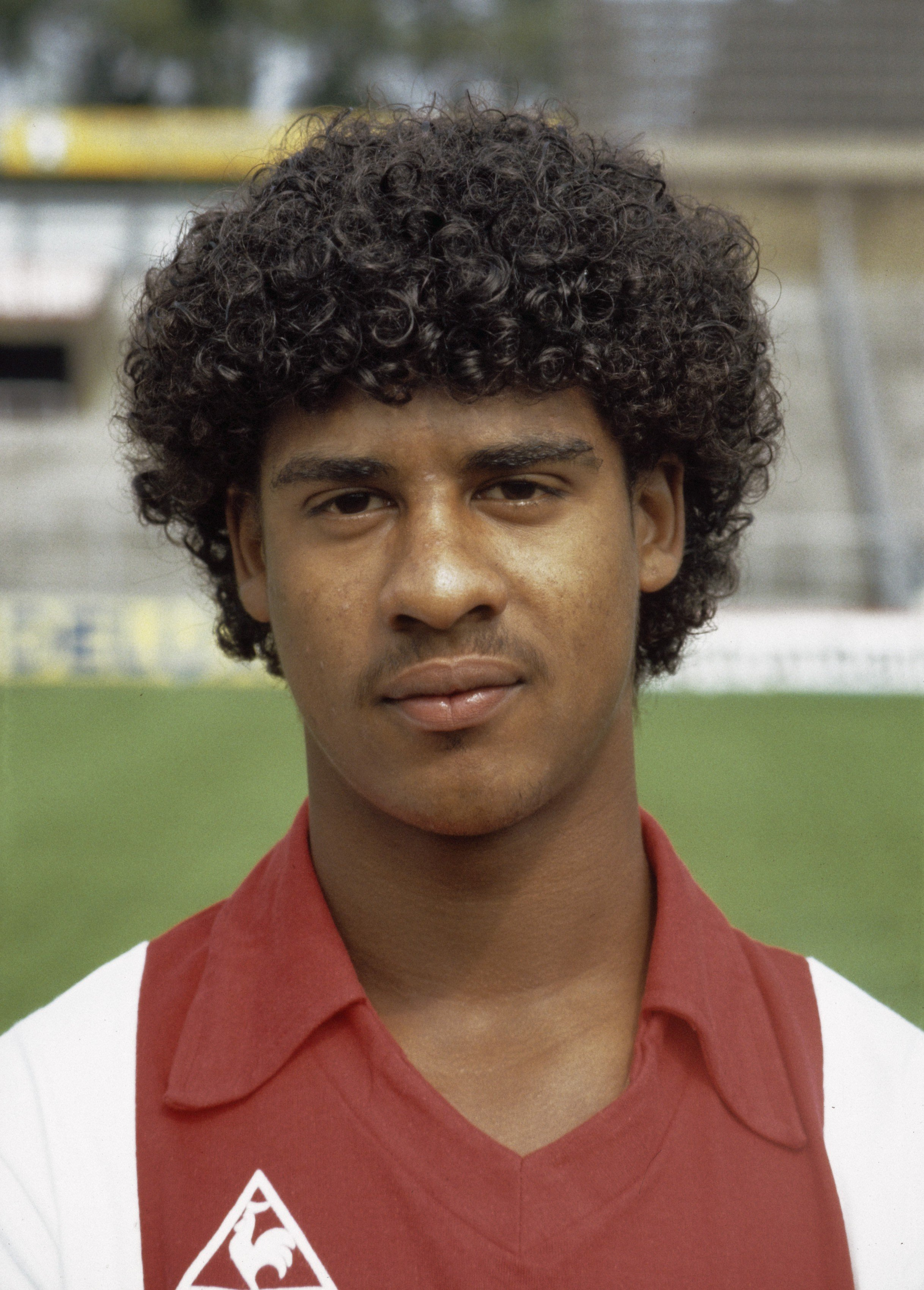
Frank Rijkaard
geboren op 30 september

- 1 - Ruud Gullit, Nederlands voetballer en voetbaltrainer
- 2 - Gilbert Bodart, Belgisch voetballer en voetbaltrainer
- 2 - Haris Škoro, Joegoslavisch-Bosnisch voetballer
- 2 - Keir Starmer, Brits Labourpoliticus
- 3 - Sergei Rodionov, Sovjet-Russisch voetballer en trainer
- 5 - Stefanija Statkuvienė, Litouws/Belgisch atlete
- 6 - Jennifer Egan, Amerikaans auteur
- 6 - Kevin Willis, Amerikaans basketballer
- 8 - René Klijn, Nederlands zanger (overleden 1993)
- 8 - Harrie Kwinten, Nederlands hockeyer
- 9 - Fatma Samoura, secretaris-generaal van de FIFA
- 10 - Co Stompé, Nederlands darter
- 10 - Wiljan Vloet, Nederlands voetbaltrainer en sportbestuurder
- 11 - Pauline Dekker, Nederlands omroepster en televisiepresentatrice
- 11 - Filip Dewinter, Belgisch politicus
- 11 - Ricardo Rocha, Braziliaans voetballer
- 11 - Julio Salinas, Spaans voetballer
- 12 - Bert van Weenen, Nederlands schrijver
- 13 - Alexandra Blaauw, Nederlands actrice
- 13 - Marleen Stikker, Nederlands internetpionier en bestuurder
- 14 - Hamlet Mchitarjan, Sovjet-Armeens voetballer (overleden 1996)
- 15 - Peter Callenbach, Nederlands honkballer
- 15 - Martin van den Ham, Nederlands cabaretier (overleden 2001)
- 22 - Andries Jonker, Nederlands voetbaltrainer
- 24 - Ally McCoist, Schots voetballer
- 25 - Marieke Heebink, Nederlands actrice
- 25 - Dariusz Wdowczyk, Pools voetballer en voetbalcoach
- 26 - Dirk Goossens, Belgisch voetballer
- 26 - Steve Moneghetti, Australisch atleet
- 28 - Guno Castelen, Surinaams politicus
- 29 - Janne Andersson, Zweeds voetballer en voetbalcoach
- 29 - Roger Bart, Amerikaans acteur
- 29 - Maurício, Braziliaans voetballer
- 29 - Xolile Yawa, Zuid-Afrikaans atleet
- 30 - Nelly Aerts, Belgisch atlete
- 30 - Zoran Arsić, Servisch voetbalscheidsrechter
- 30 - Jeff Bodart, Belgisch zanger (overleden 2008)
- 30 - Dariusz Dziekanowski, Pools voetballer
- 30 - Joan Laporta, Spaans advocaat en voetbalvoorzitter (FC Barcelona)
- 30 - Jean-Paul van Poppel, Nederlands wielrenner en wielercoach
- 30 - Frank Rijkaard, Nederlands voetballer en voetbaltrainer

### oktober

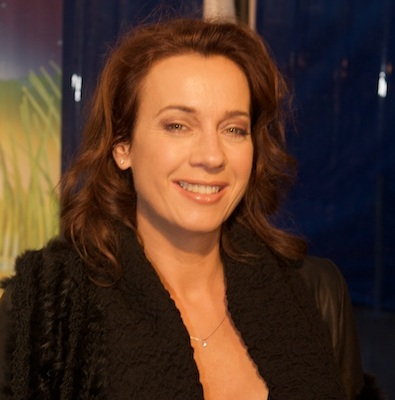
Marjolein Keuning,
geboren op 4 oktober

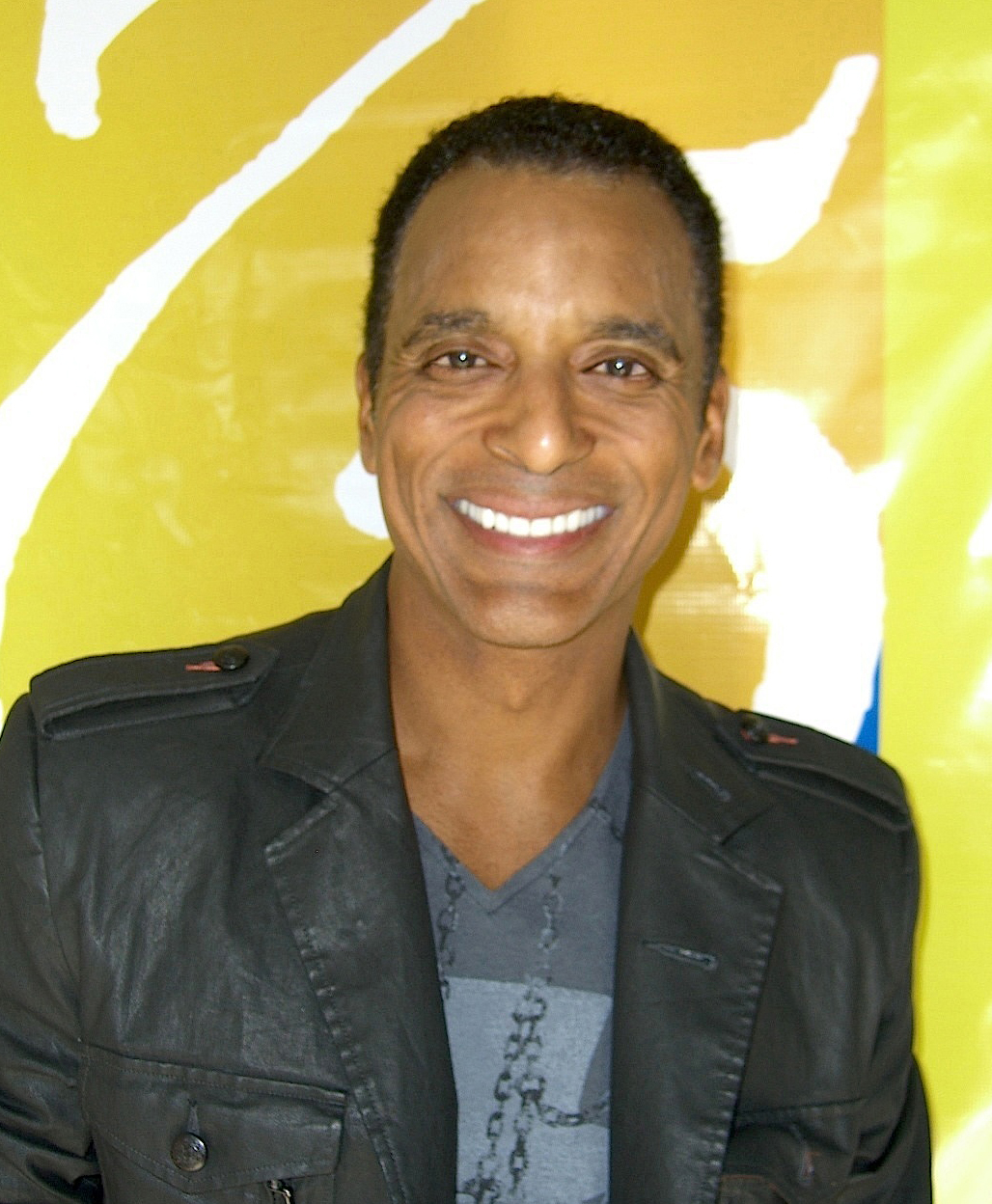
Jon Secada,
geboren op 4 oktober

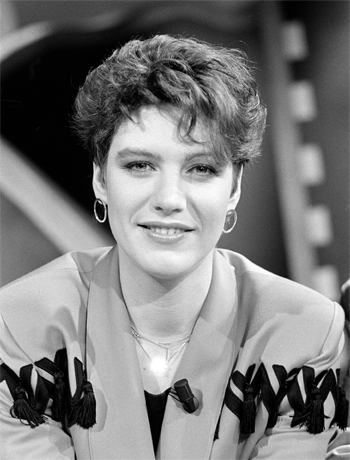
Myrna Goossen,
geboren op 29 oktober

- 1 - Mohamed Guezzaz, Marokkaans voetbalscheidsrechter
- 1 - Marjolijn Touw, Nederlands zangeres en actrice
- 2 - Brian Holm, Deens wielrenner en ploegleider
- 3 - Tommy Lee, Amerikaans drummer (Mötley Crüe)
- 4 - José Couceiro, Portugees voetbalcoach
- 4 - Paul Goeken (ps. Suzanne Vermeer), Nederlands thrillerschrijver (overleden 2011)
- 4 - Marjolein Keuning, Nederlands zangeres, actrice en presentatrice
- 4 - Ángel Pedraza, Spaans voetballer en voetbalcoach (overleden 2011)
- 4 - Jon Secada, Cubaans zanger en songwriter
- 4 - Eva Zeijlstra, Nederlands stemactrice
- 5 - Mike Conley, Amerikaans atleet
- 5 - Juvenal Olmos, Chileens voetballer en voetbalcoach
- 6 - Mikola Koedrytskyj, Sovjet-Oekraïens voetballer (overleden 1994)
- 6 - Gesine Walther, Oost-Duits atlete
- 7 - Tommy Steiner, Duits schlagerzanger
- 9 - Jorge Burruchaga, Argentijns voetballer en voetbalcoach
- 9 - Peter Elliott, Brits atleet
- 9 - Annemarie van Gaal, Nederlands uitgever
- 11 - Joan Cusack, Amerikaans actrice
- 11 - Anne Enright, Iers schrijfster
- 13 - Kelly Preston, Amerikaans actrice (overleden 2020)
- 14 - Jaan Ehlvest, Estisch schaker
- 14 - Shahar Perkiss, Israëlisch tennisser
- 14 - Carl Thackery, Brits atleet
- 15 - Susan DeMattei, Amerikaans mountainbikester
- 16 - Flea, Australisch-Amerikaans basgitarist  (Red Hot Chili Peppers)
- 17 - Gili, Belgisch komiek, illusionist en mentalist
- 19 - Tracy Chevalier, Amerikaans-Brits romanschrijfster (o.a. Meisje met de parel)
- 19 - Evander Holyfield, Amerikaans bokser
- 23 - Stefano Colantuono, Italiaans voetballer en voetbaltrainer
- 23 - Judikje Kiers, Nederlands kunsthistorica en museumdirecteur
- 23 - Christo van Rensburg, Zuid-Afrikaans tennisser
- 24 - Abel Antón, Spaans atleet
- 24 - Chantal Dällenbach, Frans/Zwitsers atlete
- 25 - Chad Smith, Amerikaans drummer (Red Hot Chili Peppers)
- 28 - Mark Haddon,  Brits schrijver
- 28 - Brenda Taylor, Canadees roeier
- 28 - Erik Thorstvedt, Noors voetballer
- 28 - Joaquín Gericó Trilla, Spaans componist
- 29 - Myrna Goossen, Nederlands televisiepresentatrice
- 30 - Colin Clarke, Noord-Iers voetballer en voetbalcoach

### november

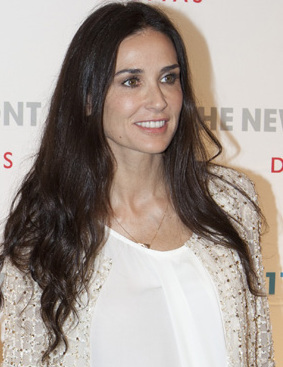
Demi Moore,
geboren op 11 november

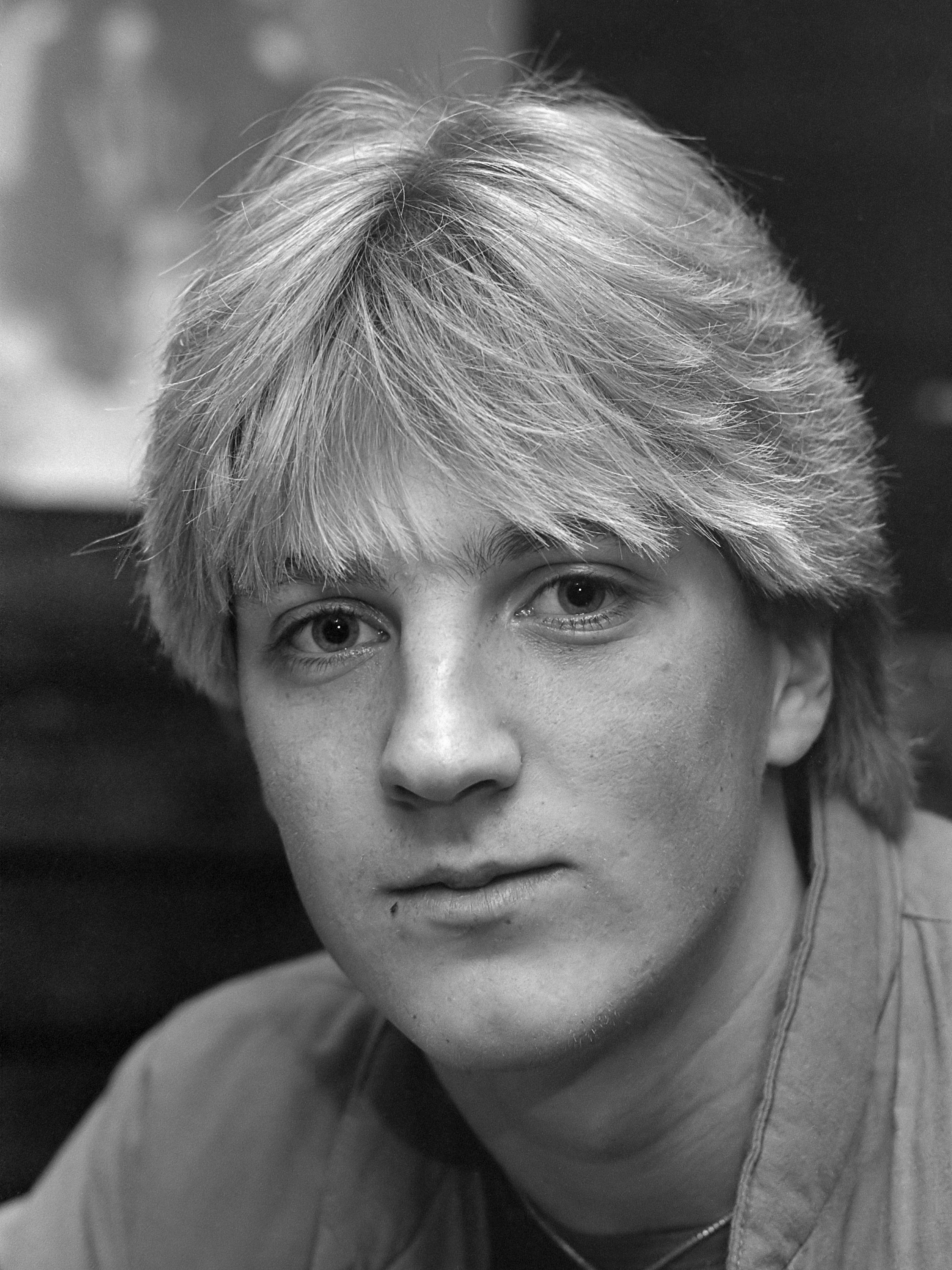
Wim Kieft in januari 1981
geboren op 12 november

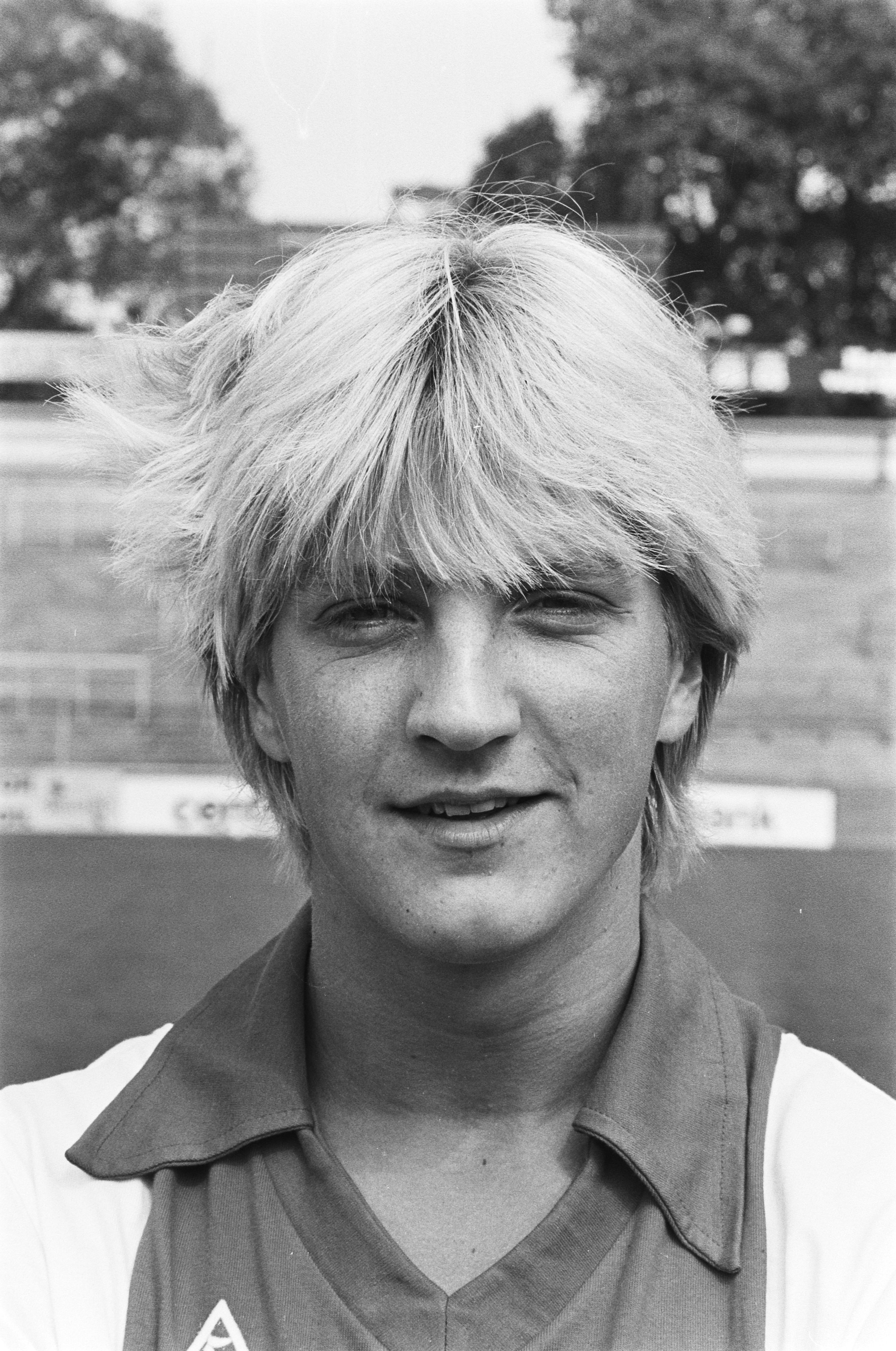
Wim Kieft in juli 1981
geboren op 12 november

- 1 - Anthony Kiedis, Amerikaans zanger (Red Hot Chili Peppers)
- 1 - Ulf Timmermann, Duits atleet
- 1 - Rik Tommelein, Belgisch atleet
- 2 - Olaf Förster, Oost-Duits roeier
- 3 - Paul Furlan, Belgisch politicus (overleden 2023)
- 3 - Antti Rinne, Fins politicus
- 3 - Lynn Wesenbeek, Belgisch presentatrice; Miss België in 1987
- 4 - André Wasiman, Nederlands voetballer en voetbalmakelaar
- 9 - Sergio Batista, Argentijns voetballer en voetbalcoach
- 9 - Paskal Deboosere, Belgisch televisie- en radiopresentatrice (overleden 2016)
- 9 - Marioara Popescu, Roemeens roeister
- 9 - James Sharpe, Nederlands atleet en politicus
- 11 - Rob Bauer, Nederlands militair; Commandant der Strijdkrachten 2017-2021
- 11 - Demi Moore, Amerikaans actrice
- 12 - Wim Kieft, Nederlands voetballer en voetbalcommentator
- 12 - Koen Verlinde, Belgisch atleet
- 12 - Naomi Wolf, Amerikaans schrijfster en feministe
- 14 - Stefano Gabbana, Italiaans modeontwerper (Dolce & Gabbana)
- 15 - Michael Degiorgio, Maltees voetballer
- 15 - Tesfaye Tafa, Ethiopisch atleet
- 15 - Kim Vilfort, Deens voetballer
- 15 - Jeroen Willems, Nederlands acteur en zanger (overleden 2012)
- 16 - Martial Gayant, Frans wielrenner en ploegleider
- 17 - Henk Gommer, Nederlands atleet
- 18 - Jim Filice, Amerikaans motorcoureur
- 19 - Jodie Foster, Amerikaans actrice en regisseuse
- 19 - Uxía, Galicisch zangeres
- 20 - Michel Felisi, Surinaams politicus
- 20 - Gerardo Martino, Argentijns voetballer en voetbalcoach
- 21 - Sabine Busch, Duits atlete
- 22 - Armin Krings, Luxemburgs voetballer
- 23 - Carlinhos Brown, Braziliaans percussionist en singer-songwriter
- 23 - Nicolás Maduro, Venezolaans politicus; president sinds 2013
- 24 - Berre Bergen, Vlaams bassist (overleden 2016)
- 26 - Bobby Parks, Amerikaans basketballer (overleden 2013)
- 27 - Retno Marsudi, Indonesisch diplomaat en politicus
- 28 - Matt Cameron, Amerikaans drummer
- 28 - Raimundo Nonato Tavares da Silva, Braziliaanse voetballer
- 29 - Andrew McCarthy, Amerikaans acteur, filmregisseur, filmproducent en scenarioschrijver
- 30 - Aleksandr Borodjoek, Russisch voetballer en trainer
- 30 - Barbara Bredero, Nederlands film- en televisieregisseur
- 30 - Troy Douglas, Bermudaans-Nederlands atleet
- 30 - Brian Henson, Amerikaans poppenspeler en producent

### december

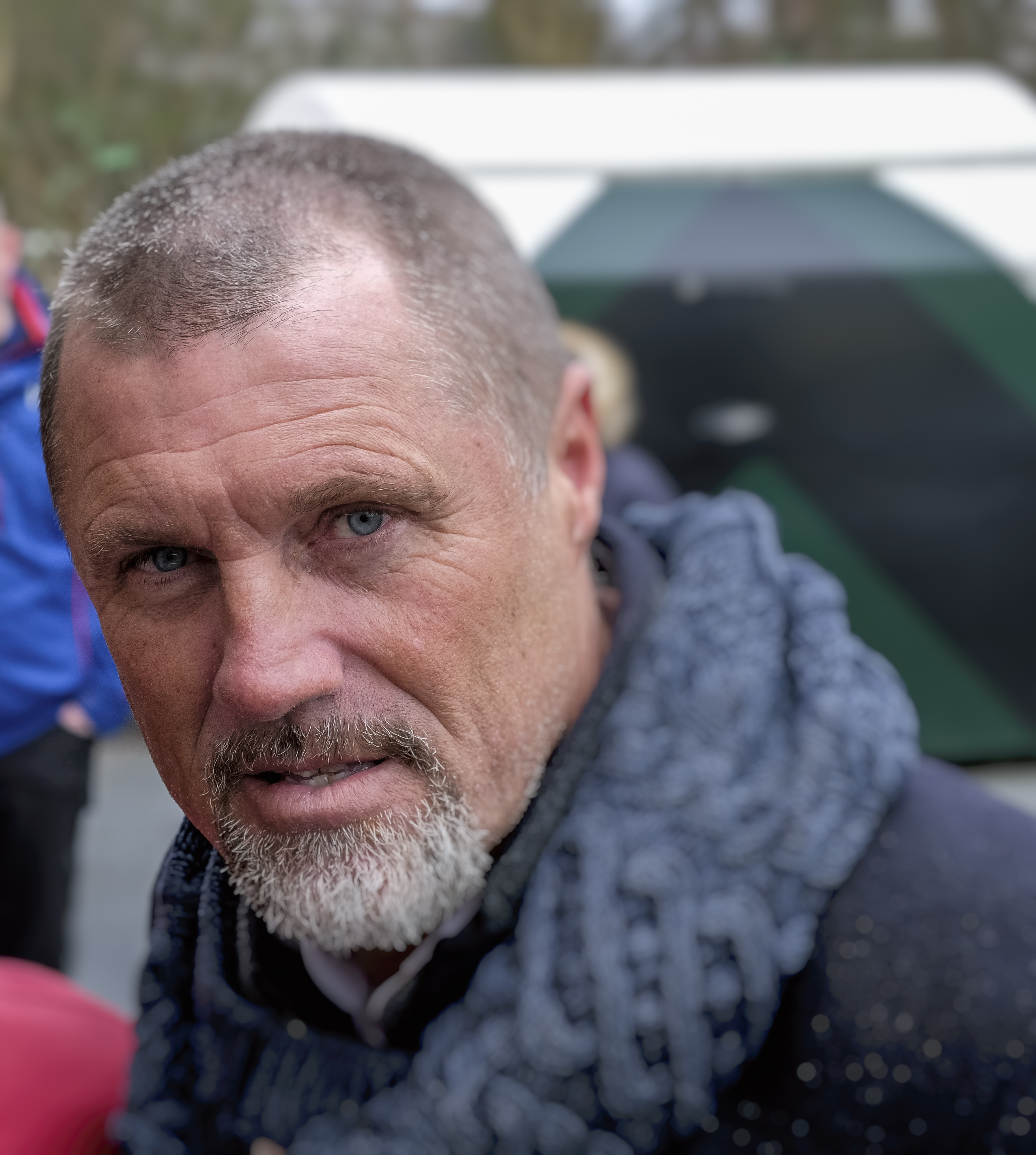
John de Wolf,
geboren op 10 december

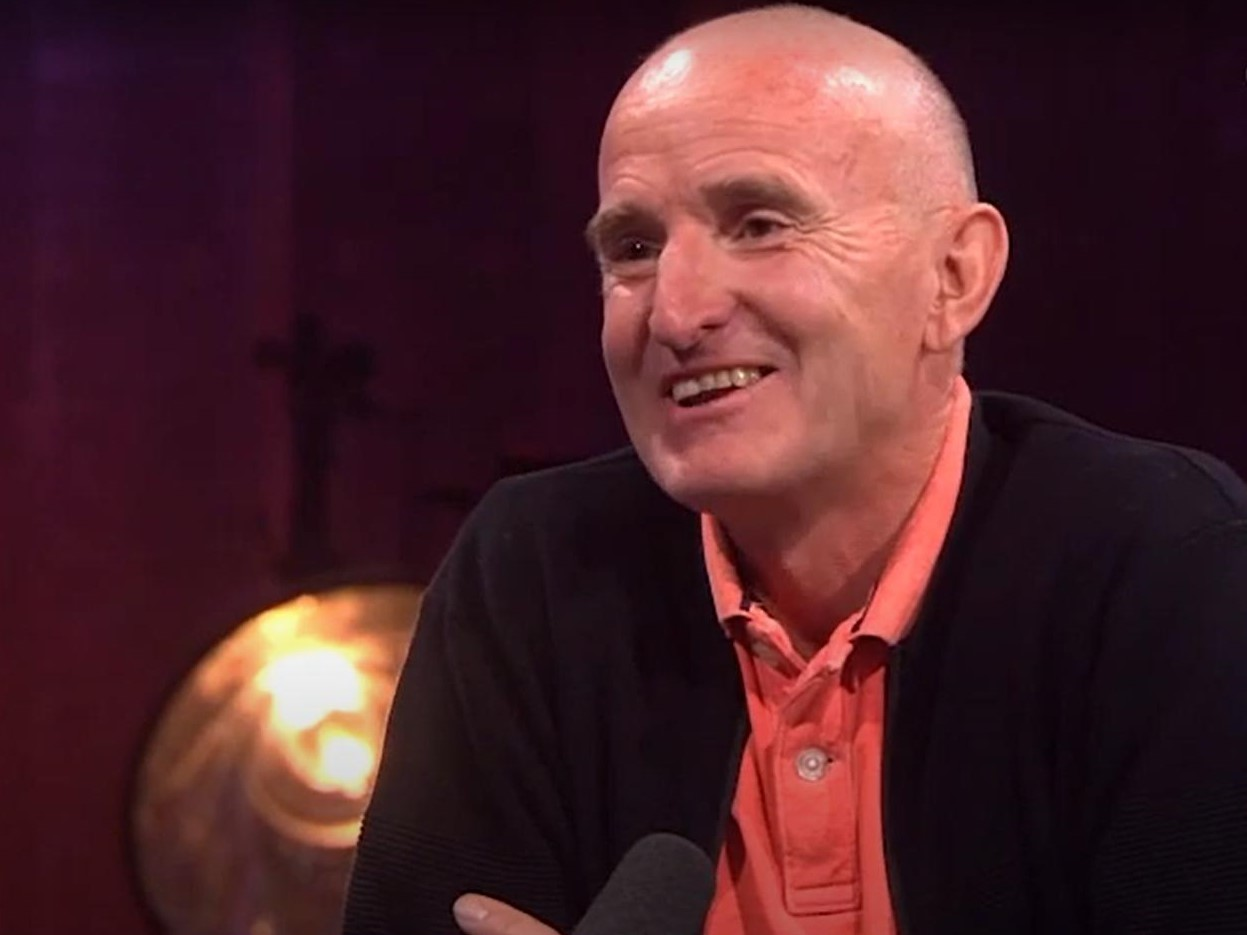
Gert-Jan van den Ende,
geboren op 26 december

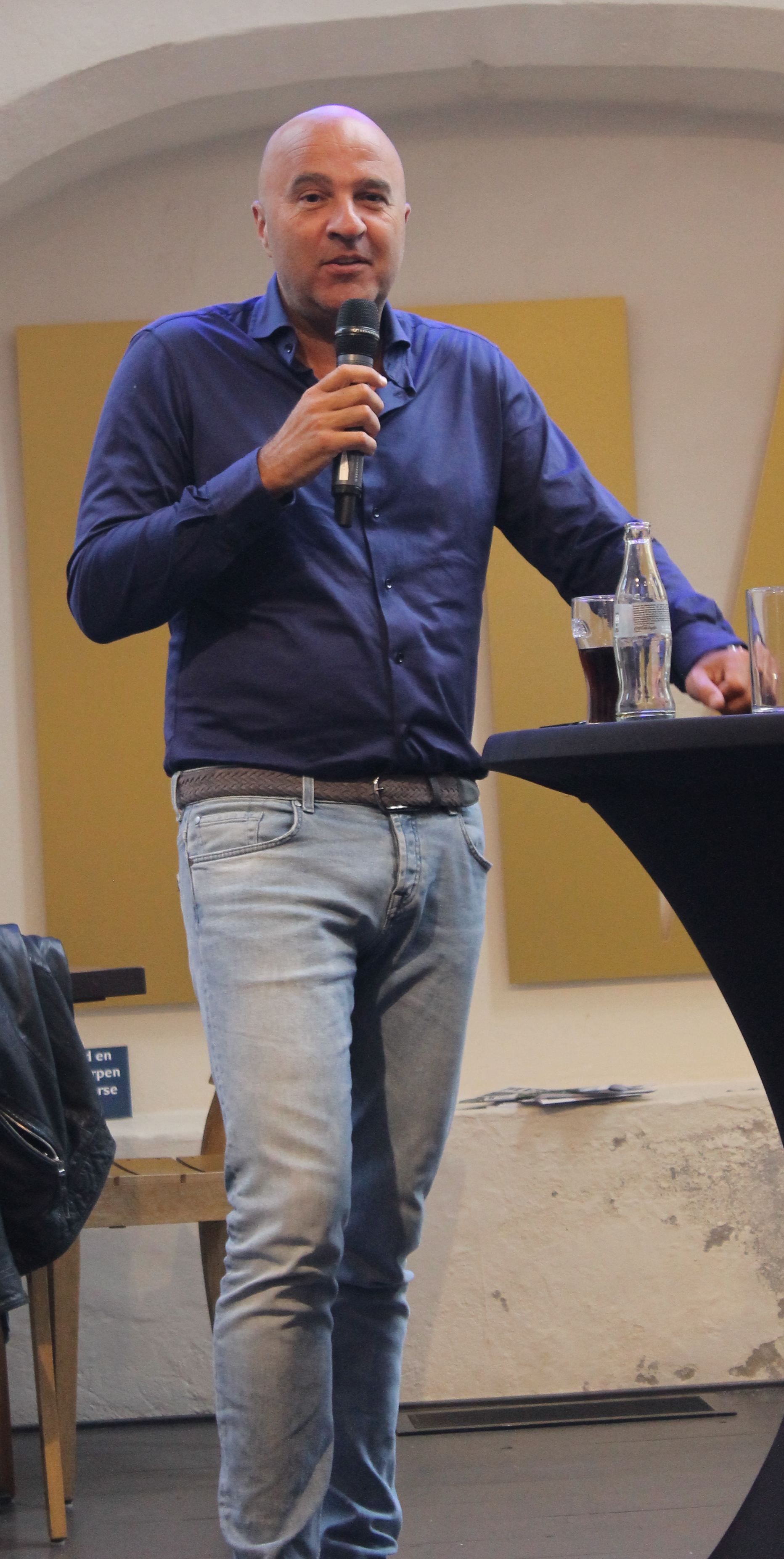
John van den Heuvel,
geboren op 26 december

- 1 - Christophe Hurni, Zwitsers autocoureur
- 2 - Ton F. van Dijk, Nederlands televisiejournalist en omroepbestuurder
- 2 - Aldith Hunkar, Nederlands presentatrice en nieuwslezeres
- 2 - Filip Peeters, Vlaams acteur
- 2 - Andrej Zygmantovitsj, Wit-Russisch voetballer
- 3 - Filips Dhondt, Belgisch voetbalcoach
- 4 - Aleksandr Litvinenko, Russisch medewerker veiligheidsdienst en dissident (overleden 2006)
- 5 - Bruno Cenghialta, Italiaans wielrenner en wielerploegleider
- 5 - Edi Orioli, Italiaans motor- en autorallycoureur
- 5 - Arnold Scholten, Nederlands voetballer en voetbalcoach
- 5 - Fred Rutten, Nederlands voetbaltrainer
- 6 - Květoslav Palov, Tsjechisch wielrenner
- 6 - Wayne Warren, Welsh darter
- 7 - Piet Huysentruyt, Vlaams kok
- 7 - Marjolein van Unen, Nederlands judoka en judocoach
- 8 - Berry van Aerle, Nederlands voetballer
- 9 - Peter van Aarle, Nederlands oprichter en conservator van de Internet Adult Film Database (overleden 2005)
- 9 - Felicity Huffman, Amerikaans actrice
- 10 - John de Wolf, Nederlands voetballer
- 11 - Denise Biellmann, Zwitsers kunstschaatsster
- 11 - Ben Browder, Amerikaans acteur
- 12 - Tracy Austin, Amerikaans tennisster
- 12 - Arturo Barrios, Mexicaans atleet
- 12 - Max Raabe, Duits zanger, componist en orkestleider
- 12 - Beat Sutter, Zwitsers voetballer
- 12 - Edwin Winkels, Nederlands journalist en schrijver
- 13 - Jean-Pierre N'Dayisenga, Belgisch atleet
- 14 - Dirk T'Seyen, Belgisch deejay en producer (overleden 2015)
- 15 - Gary Mason, Brits bokser (overleden 2011)
- 16 - Maruschka Detmers, Nederlands actrice
- 20 - Manon Uphoff, Nederlands schrijfster
- 20 - Ton Wildenbeest, Nederlands voetballer
- 21 - Antony de Ávila, Colombiaans voetballer
- 22 - Ralph Fiennes, Brits acteur
- 22 - Chris Götte, Nederlands drummer (overleden 2001)
- 24 - Karel Glastra van Loon, Nederlands schrijver en journalist (overleden 2005)
- 26 - Gert-Jan van den Ende, Nederlands acteur, componist en clown
- 26 - John van den Heuvel, Nederlands misdaadjournalist
- 26 - Eli Yishai, Israëlisch politicus
- 27 - Michael Klostermann, Duits dirigent
- 27 - Ray Sciberras, Maltees componist, muziekpedagoog en dirigent
- 28 - Michel Petrucciani, Frans jazzpianist (overleden 1999)
- 29 - Jari Europaeus, Fins voetballer
- 29 - Carles Puigdemont, Spaans (Catalaans) politicus
- 29 - Wynton Rufer, Nieuw-Zeelands voetballer
- 30 - Donato Gama da Silva, Braziliaans-Spaans voetballer
- 31 - Jeff Flake, Amerikaans politicus
- 31 - Nelson Luís Kerchner, Braziliaans voetballer

### datum onbekend
- Mark Adamo, Amerikaans componist en librettist
- Stella Braam, journaliste
- Anna Burns, Noord-Iers schrijfster
- Carla Hollak, internist
- Vincent Hunink, classicus en vertaler
- Hans Nijenhuis, journalist
- Fokke Obbema, journalist en publicist
- Charles Omwoyo, Keniaans atleet
- Hans Oosters, politicus en bestuurder
- Joost Oranje, (tv-)journalist
- Lidewijde Paris, uitgeefster, publiciste en radiopresentatrice
- Ditte Pelgrom, Nederlands dramaturg, toneelschrijver en bibliothecaris / uitgever
- Betty Schuurman, actrice

## Weerextremen in België
- 12 februari: 82 mm neerslag in Robertville (Waimes).
- 6 juni: Luchtdruk in Ukkel : 1034,9 hPa (luchtdruk, herleid tot zeeniveau).
- 14 juli: 80 mm neerslag in Sint-Niklaas.

Bron: KMI Gegevens Ukkel 1901-2003  met aanvullingen